# Griechischer Ahorn
Der Griechische Ahorn (Acer heldreichii) ist eine Pflanzenart aus der Gattung der Ahorne (Acer) innerhalb der Familie der Seifenbaumgewächse (Sapindaceae). Diese endemisch-reliktische submediterrane Pflanzenart ist in der südwestlichen, südlichen, zentralen und zentral-östlichen Balkanhalbinsel verbreitet.

## Nutzung, Trivialnamen und Vorkommen
Der Englischsprachige Trivialname ist meist Balkan maple, dies ist auch der internationale Handelsname für Tonholz des Griechischen Ahorns, serbisch Planinski javor. Der Griechische Ahorn ist an kühl-feuchte Klimabedingungen, frische und nährstoffreiche tiefgründige bis blockreiche Hochgebirgsstandorte in Nordhanglagen der subalpinen Höhenstufe angepasst und in seinem Lebensraum der klimahärteste Laubbaum. Auf Hochgebirgsstandorten ist er hier der wüchsigste laubwerfende Baum, der die Buche überwächst. Verbreitungs- und Genzentrum der Art sind die zentralen Südostdinariden zwischen Zelengora und Prokletije in Ostbosnien, Zentral- und Nordmontenegro, Südwestserbien und Nordalbanien.
Das in einzelne Gebirgsgruppen zersplitterte Areal reicht von den Hochgebirgen der Südostdinariden im Westen bis in den Zentralen Balkan im Osten, sowie vom Rudnik im Norden bis zum Parnass im Süden, wo er praktisch ausschließlich an der oberen Waldgrenze häufiger auftritt und in einigen Gebieten zusammen mit Schlangenhaut- und Rumelischer Kiefer auch die Baumgrenze zur alpinen Stufe bildet. In den Dinariden werden subalpine Grenzwaldökotone im Griechischen Ahorn-Wald in der pflanzensoziologischen Assoziation – Aceri heldreichii-Fagetum B. Jov. 1957 (Jovanović, 1986) (Syn.: Aceri visianii-Fagetum Fukarek 1969, Fago-Aceretum visianii Blečić et Lakušić 1970) zusammengefasst. Floristisch steht diese Assoziation zwischen den Verbänden des Eschen-Ahorn-Waldes (Fraxino-Aceretum) und dem Illyrischen Buchenwald (Fagion illyricum) was den pflanzensoziologischen Übergangscharakter des Griechischen Ahorn-Waldes unterstreicht. Durch aufgelockerten Bestandesschluss und ein lichtes Kronendach dringen insbesondere auch lichtliebende oro-mediterrane meridionale Elemente des Dinarischer Karst-Blockhalden-Tannenwaldes in die Gesellschaften des Griechischen Ahorns ein, was im Vergleich zu Tannen-Buchenwäldern auch zur höheren floristischen Diversität beiträgt.

## Unterarten und Verbreitung
Acer heldreichii ist in seinem natürlichen Verbreitungsgebiet eine variable Art von der drei Unterarten und zahlreiche Varietäten beschrieben wurden. Aus dem südlichen Verbreitungsgebiet in Griechenland südliches Makedonien und südliches Albanien wird die Unterart Acer heldreichii subsp. heldreichii, nördlich davon die Unterart Acer heldreichii subsp. visianii in montanen Wäldern in Bulgarien, Makedonien, Serbien, Montenegro und Bosnien und Herzegowina beschrieben. Im Kaukasus und Nordanatolien findet sich schließlich die Unterart Acer heldreichii subsp.  trautvetteri.

## Beschreibung

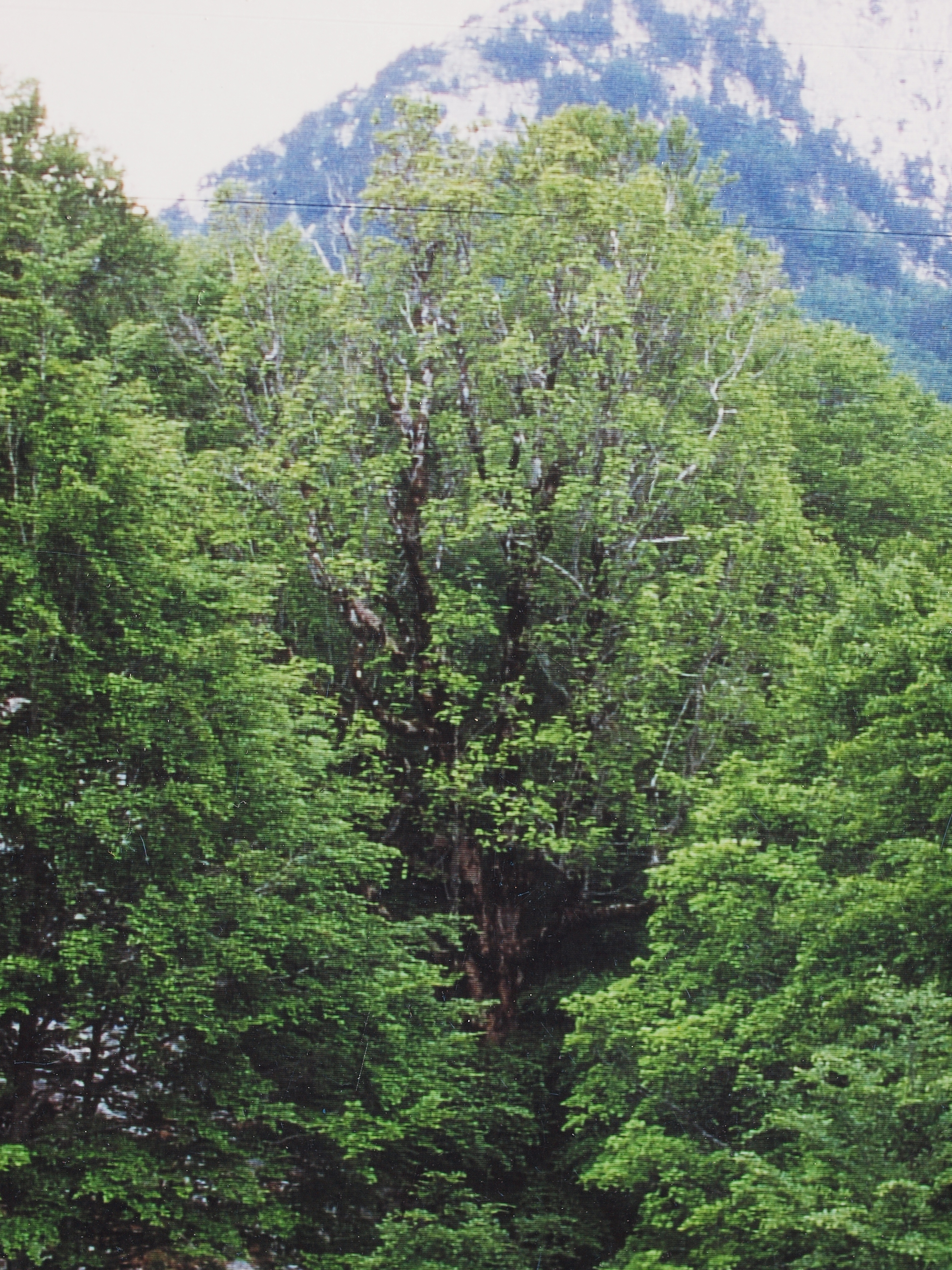
Buchen-Griechischer Ahorn Urwaldbestand (Aceri heldreichii-Fagetum) mit dominanten Überhälter eines Griechischen Ahorns (Acer heldreichii subsp. visianii) in einer pleistozänen Glazial-Mulde des Štrekanica-Kars an der Pazua im subadriatischen Orjen auf 1530 Meter

### Erscheinungsbild, Holz und Borke

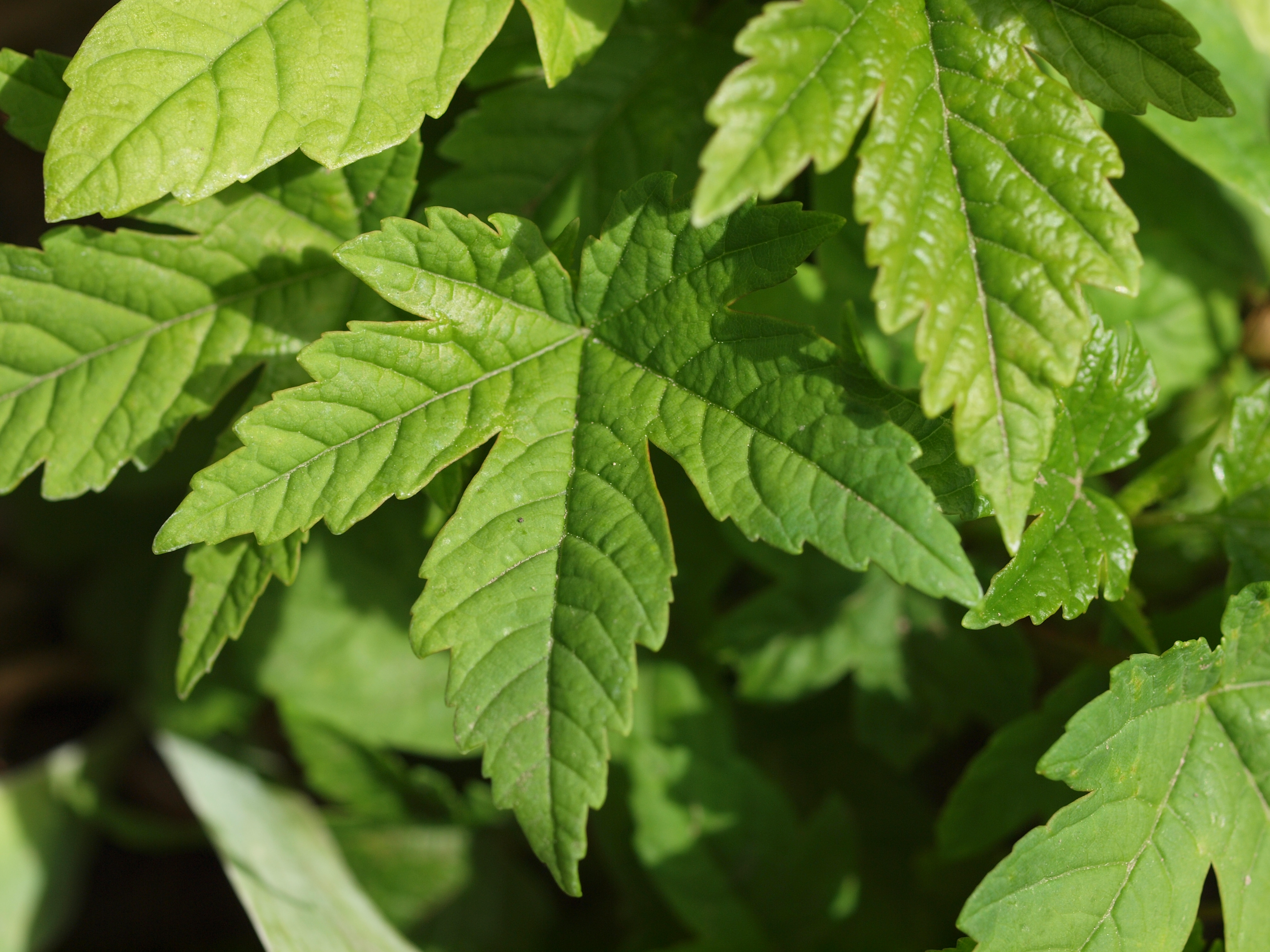
Blätter von Avre heldreichii subsp. visianii

Der Griechische Ahorn wächst als laubabwerfender Baum.
Nach dem Habitus und der Borke, die im Alter in großen dünnen unregelmäßigen Schuppen abblättert, ähnelt er dem Berg-Ahorn; dabei ist die Farbe der Borke etwas dunkler braun, sowie sind die Schuppen größer als beim Berg-Ahorn. Deutlicher unterscheidet er sich von diesem aber in Chorologie (Verbreitung), Ökologie (Standort), Phänologie, Blattform und Blütenstand.
In der Regel werden sie zu 15 bis 30 Meter hohen, laubabwerfenden Bäumen mit aufstrebenden Ästen und einer hochgewölbten Krone, wächst er zu meist geradschaftigen, breitkronigen Bäumen mit beeindruckenden im Herbst leuchtend rot oder goldgelb verfärbten Laubblättern heran. Im seltenen Fall wird der Griechische Ahorn bis zu 400 Jahre alt und 35 m hoch, sowie bis über 100 cm stark.
Der Griechische-Ahorn zeigt nach Schädigung hohes Regenerationsvermögen und solcherart Exemplare können oft aus mehreren Stämmen aufgebaut sein. Die Fähigkeit, nach Schädigung (Lawinen, Verbiss) Stockausschläge zu bilden, hilft dem Griechischen Ahorn in seinem Hochgebirgshabitat zu überleben. Kernwüchse haben dagegen lange astfreie Schäfte. In der subalpinen Stufe können sie die Buche überwachsen und werden dort zu den dominanten Bäumen. Durch vielfache Übernutzung finden sich jedoch oft nur Degradationsformen und gerade in der beweideten subalpinen Stufe finden sich oft nur buschförmig wachsende Bäume. Als Solitär besitzt er eine eindrucksvolle Gestalt.
Der Griechische Ahorn ist wie der Berg-Ahorn in der Jugend sehr raschwüchsig. Das Wachstum lässt auf durchschnittlichen Standorten aber bereits relativ früh nach, so dass er in der Folge von der Rotbuche eingeholt und überwachsen werden kann.
Als einfache Unterscheidungsmerkmale zum morphologisch ähnlichen Berg-Ahorn können die viel tiefer eingeschnittenen Blätter, die beim Griechischen Ahorn dunkelgrün und glänzend sind, die immer dunkel-roten Knospen (beim Bergahorn hell-grün) und die aufrechten Blüten (Berg-Ahorn hängend) genommen werden. Das Holz hat ähnliche Qualität wie dasjenige des Berg-Ahorn. Holzanatomisch sind kaum Unterschiede auszumachen, beide Ahornarten besitzen ein in ihrer Gattung ungewöhnlich helles Holz, das bei etwa 3 % der Stämme mit Riegelung auftritt. Nur in der Größe der Tracheiden wurden Unterschiede erwähnt (größere beim Griechischen Ahorn), genaue Untersuchungen liegen jedoch bis heute nicht vor.

### Zweig, Knospe und Blatt

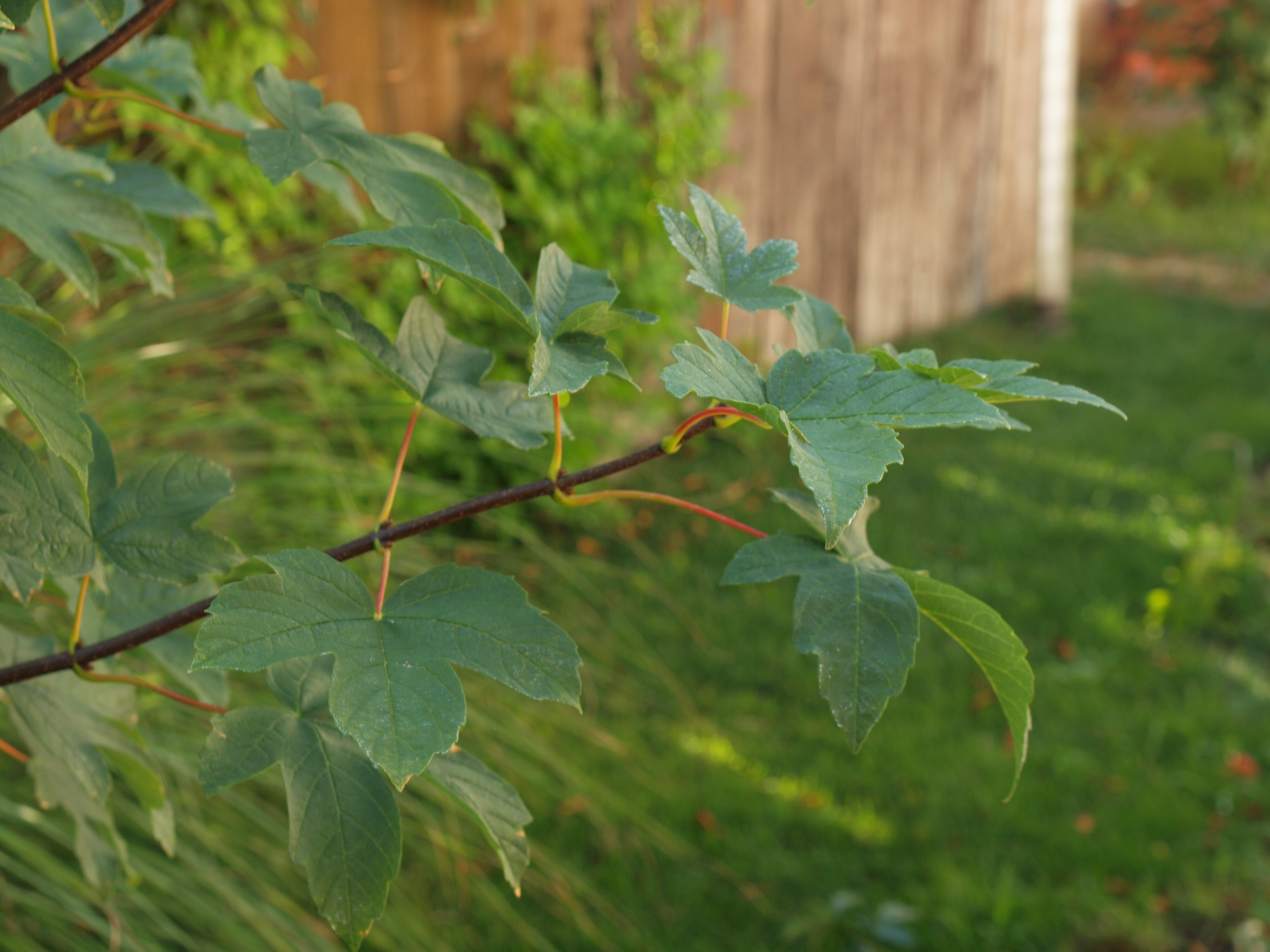
Blätter (hier Acer heldreichii subsp. visianii)

Die jungen Zweige sind kahl und rötlich gefärbt, an den Ästen bildet sich eine graue, glatte Borke, die im Alter von feinen Rissen durchzogen wird. Die Knospen sind auffallend groß, glänzend, kahl und rötlich gefärbt, etwa 5 mm lang.
Die gegenständigen, an grünen bis rötlichen 10 bis 15 cm langen, leicht rinnigen Stielen sitzenden, spitzen Laubblätter sind handförmig drei- bis fünflappig gespalten bis zerschnitten und am Rand ungleich, meist grob, gesägt. Die teils gelappten Lappen sind spitz. Die Basis ist leicht herzförmig oder gestutzt. Sie variieren in der Länge zwischen 4 und 15 cm sowie zwischen 5 und 17 cm in der Breite. Auf der Oberseite sind sie dunkelgrün und leicht glänzend, auf der Unterseite blaugrün und auf den Adern behaart. Im Herbst verfärben sich die Blätter leuchtend rot oder goldgelb.

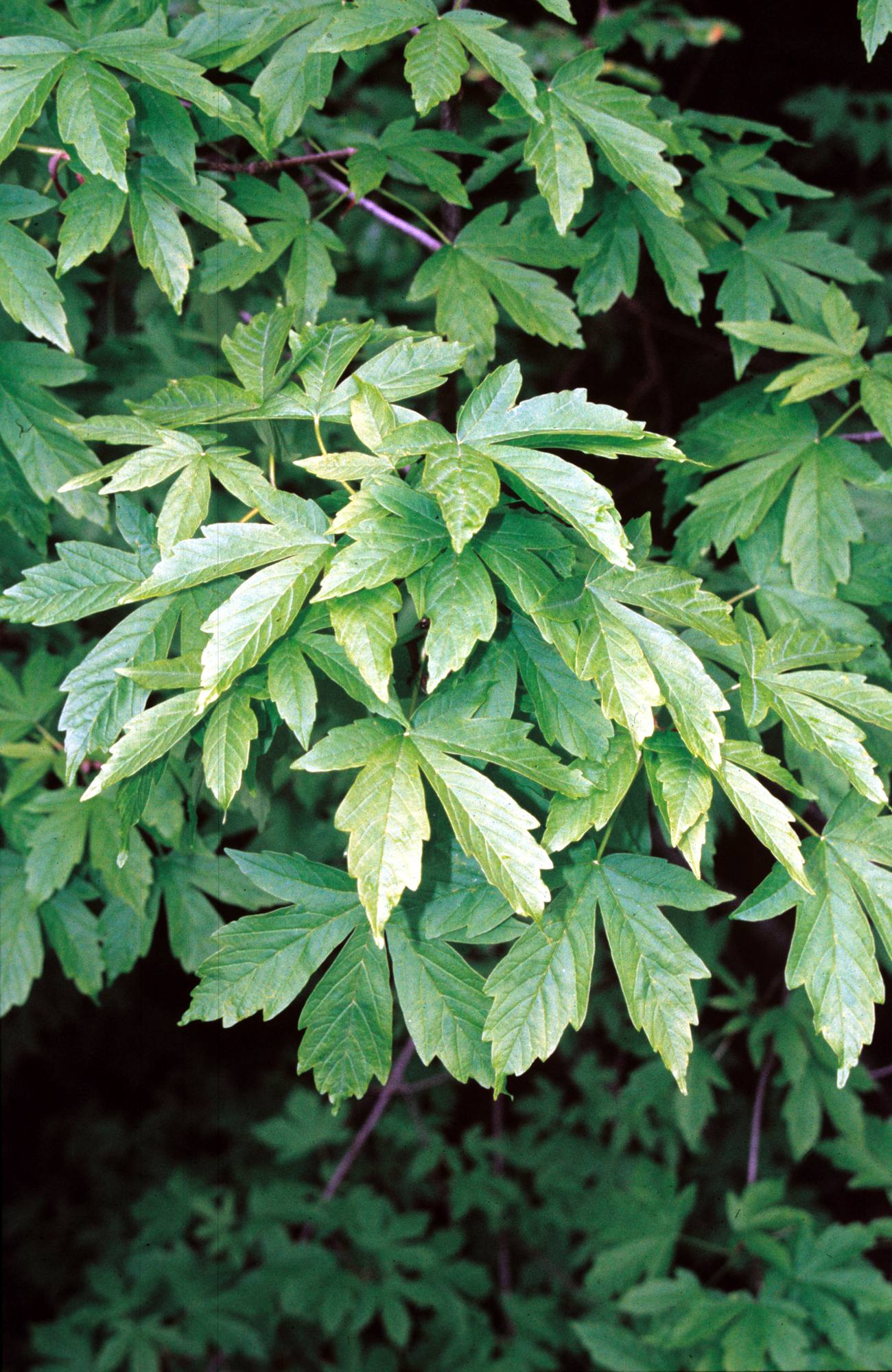
Am Naturstandort, Acer heldreichii subsp. visianii
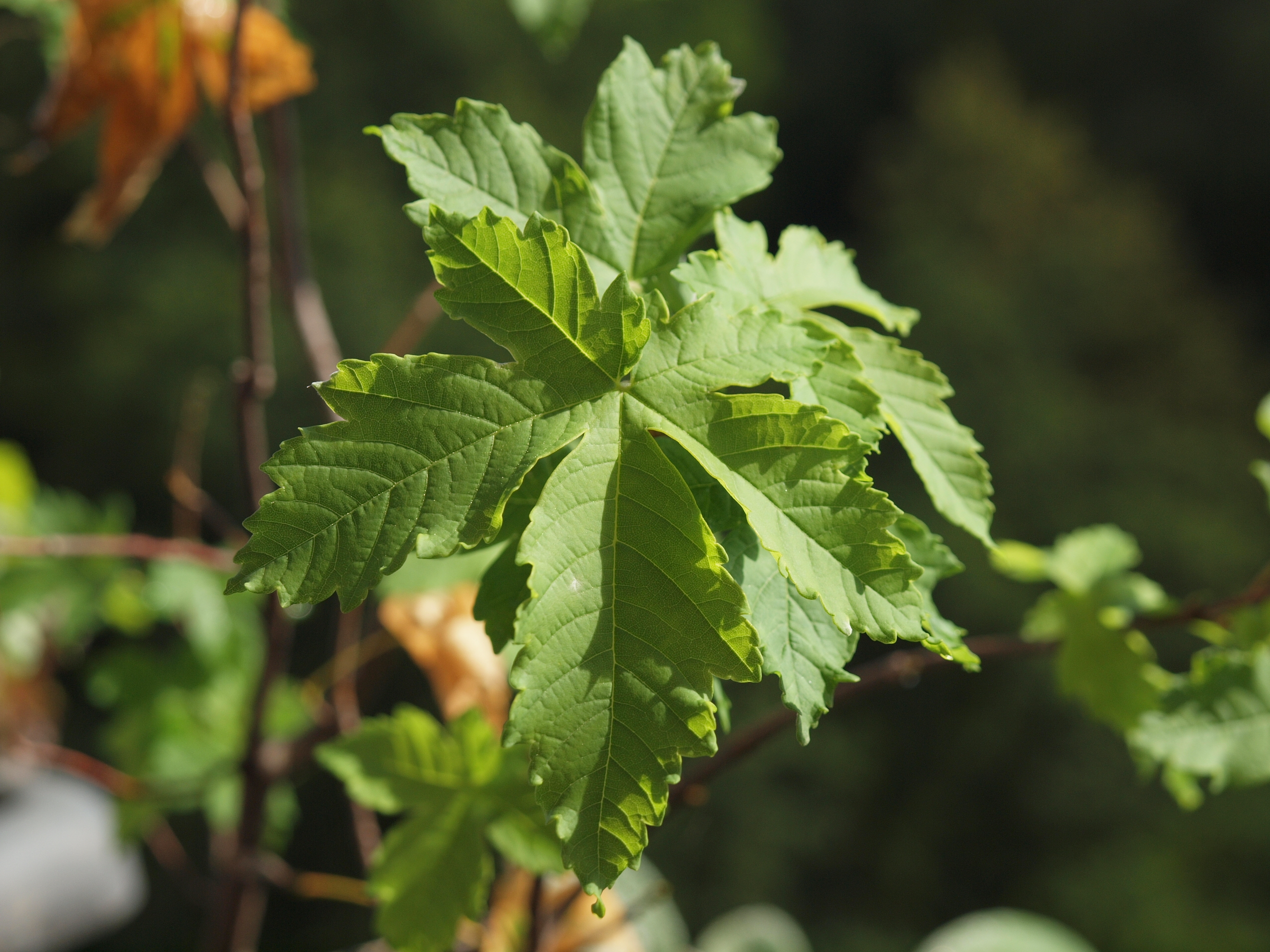
Blattaustrieb, Acer heldreichii subsp. visianii am Naturstandort

### Blütenstand, Blüte und Frucht
Acer heldreichii ist einhäusig monözisch. Es werden endständige, aufrechte und reichblütige Rispen gebildet. Die kleinen und gestielten Blüten sind scheinzwittrig, gelb-grün mit fünfzähligen Blütenblattkreisen. Bei männlichen Blüten ist ein Pistillode sowie bis zu 8 vorstehende Staubblätter vorhanden und bei weiblichen Blüten sind Staminodien mit Antheroden vorhanden. Die Narbenäste sind weißlich bis grünlich und der oberständige, abgeflachte Fruchtknoten ist behaart. Es ist jeweils ein Diskus vorhanden.
Der Griechische Ahorn blüht im Mai, nach oder mit dem Laubaustrieb. 
Die auffällig großen, anfangs roten Früchte sind geflügelte, zweiteilige Spaltfrüchte, bei der Unterart heldreichii stehen die beiden Flügel meist stumpfwinklig zueinander, während sie bei der Unterart trautvetteri fast parallel zueinander stehen. Für die Unterart visianii sind auch Varietäten beschrieben worden, wo die Flügel entweder in großem Winkel auseinanderstehen (var. vulgare K. Maly) und solche, wo die Flügel im oberen Bereich wenig weit auseinanderstehen (var. pancicii K. Maly), sowie welche, wo sich die Flügel im oberen Teil decken (var. pancicii forma cruciatum Jov.). Jeder Flügel erreicht 4 bis 5 Zentimeter Länge, damit gehören sie zu den größten innerhalb der Gattung.

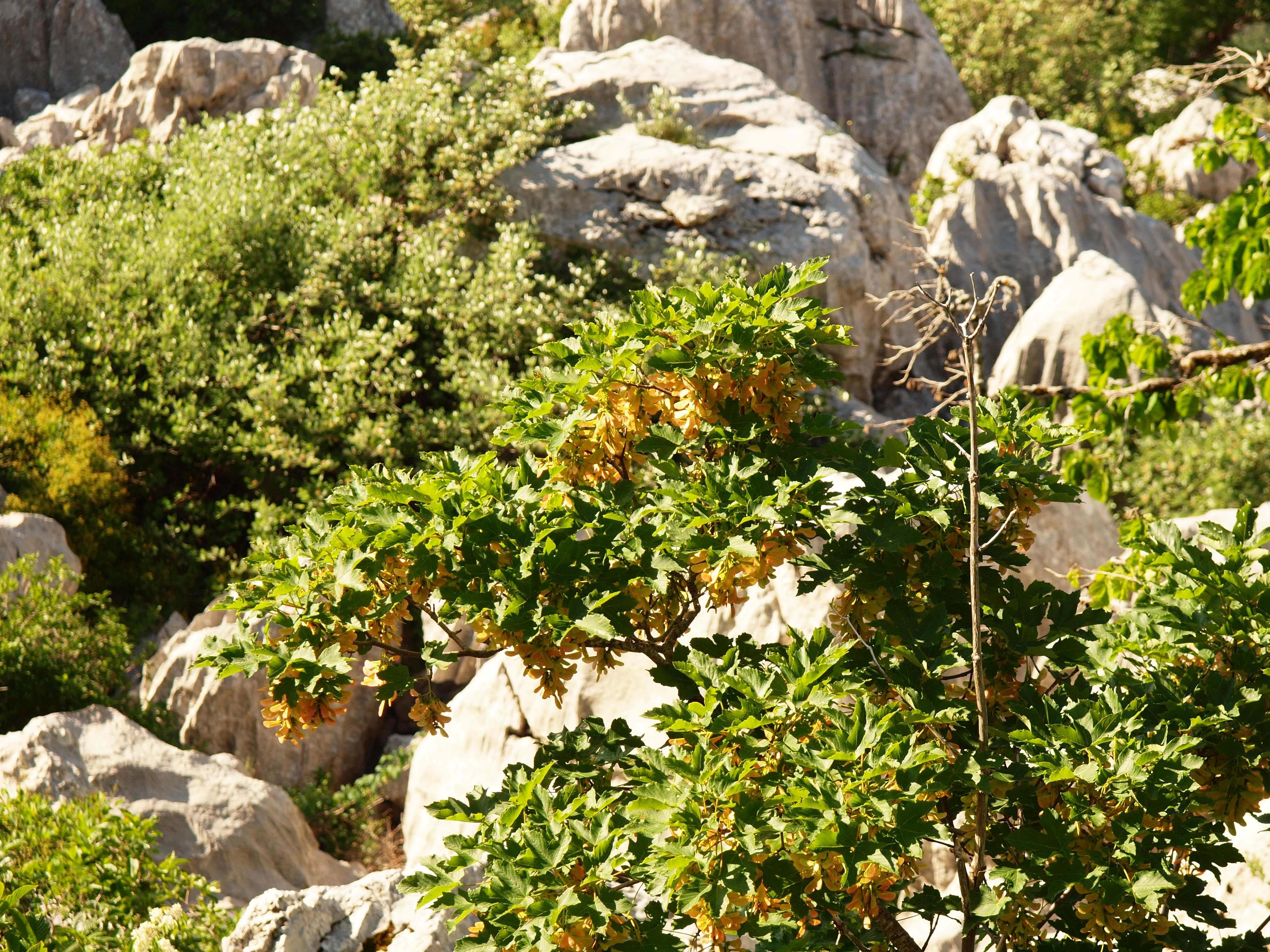
Der Griechische Ahorn kann schon mit 20 Jahren reichliche Früchte tragen. Südhang im Orjen
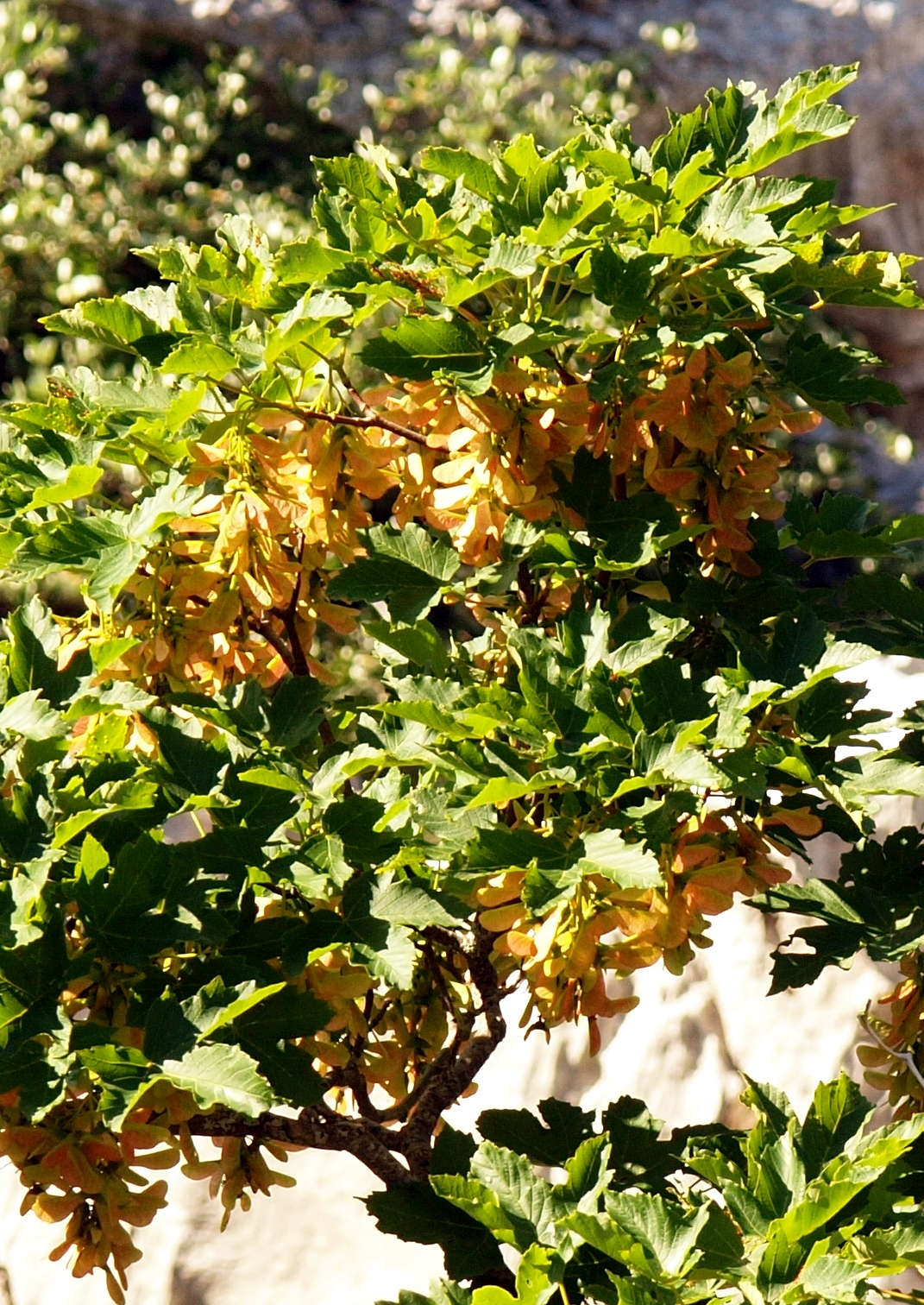
Die Früchte sind beim Griechischen Ahorn besonders groß und durch ihre Färbung auffallend. Unterart visianii, Orjen
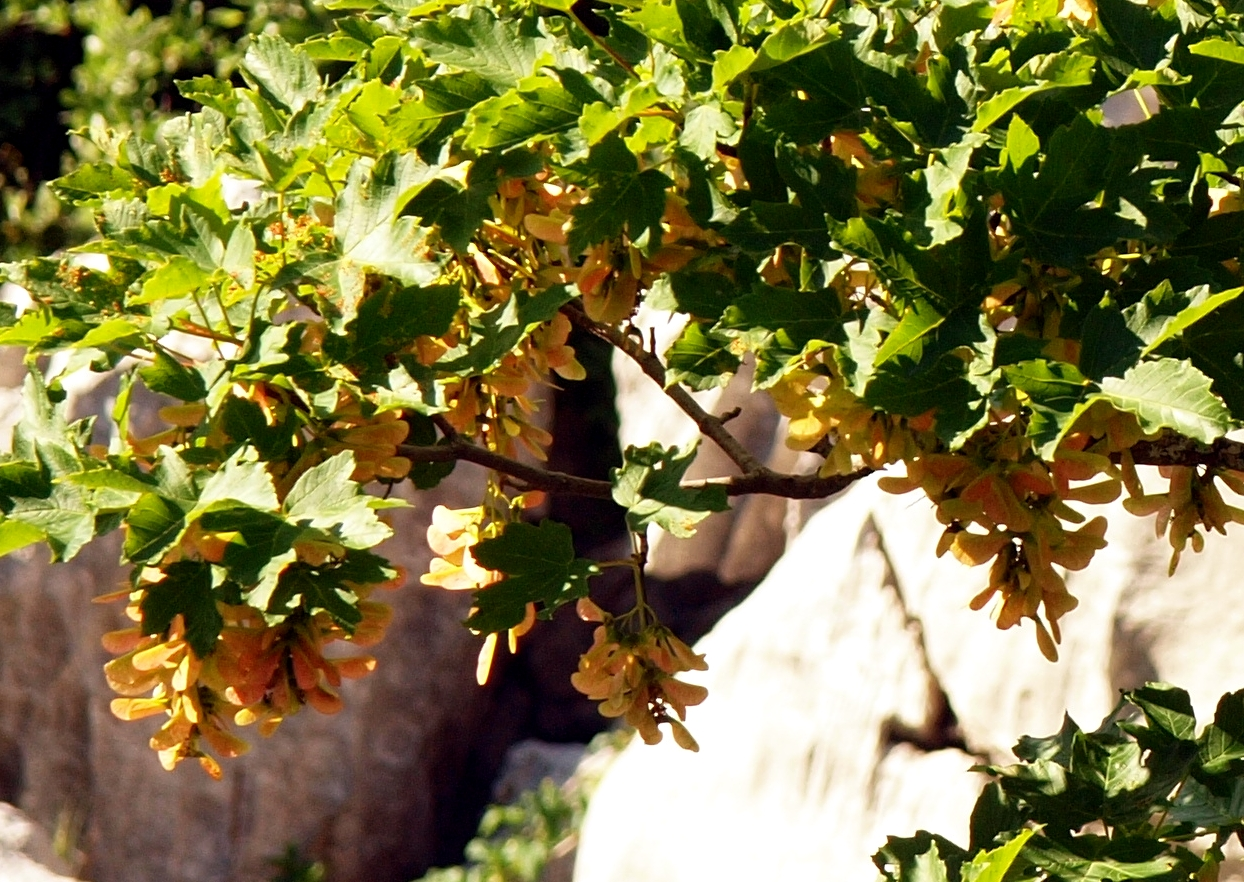
In der Strategie, reichlich und früh zu fruktifizieren, werden Pionierstandorte besiedelt

### Chromosomenzahl
Die Chromosomenzahl beträgt 2n = 26.

### Wachstum, Verjüngung und Vermehrung
Bislang ist Holz des Griechischen Ahorns nur in begrenztem Umfang verfügbar und wird dann zumeist als Bauholz genutzt. Langfristig wird Griechischer Ahorn aber bei Aufforstungen stärker berücksichtigt. Die guten Wuchsleistung wie sie im mittleren Balkangebirge beobachtet werden, wo der Griechische Ahorn auf 1100 m. ü. Meer ein Alter von 200 Jahren, Baumhöhen von 28 m und Durchmesser (BHD) von 120 cm erreicht, empfehlen diesen auf geeigneten Standorten forstwirtschaftlich zu fördern. Dabei ist in Altbeständen mit gut ausgebildeten Kronen die natürliche Astreinigung auffällig: hier werden nicht selten Bäume mit 12 m langem astfreien Stamm beobachtet.
In 80–90-jährigen Mischbeständen des Westlichen Balkan-Gebirges (Stara Planina) in 1600 m. ü. Meer erweist sich der Griechische Ahorn den mitvergesellschafteten Laubbaum-Arten als wuchsüberlegen: Zuwachswerte für Höhe und Stammstärke übertreffen diejenigen des Berg-Ahorns um 20,8 % bzw. 6,7 % und die der Buche um 30,3 % bzw. 13,8 %.
Auch hinsichtlich der Fähigkeit zur Verjüngung übertrifft der Griechische Ahorn im Westlichen-Balkan (Stara Planina) die konkurrierenden Arten: Während die Regeneration der Buche im schneereichen Gebirgsklima generell erschwert ist, wurde beim Berg-Ahorn 4000 Sämlinge je Hektar, beim Griechischen Ahorn 6000 Sämlinge gezählt.

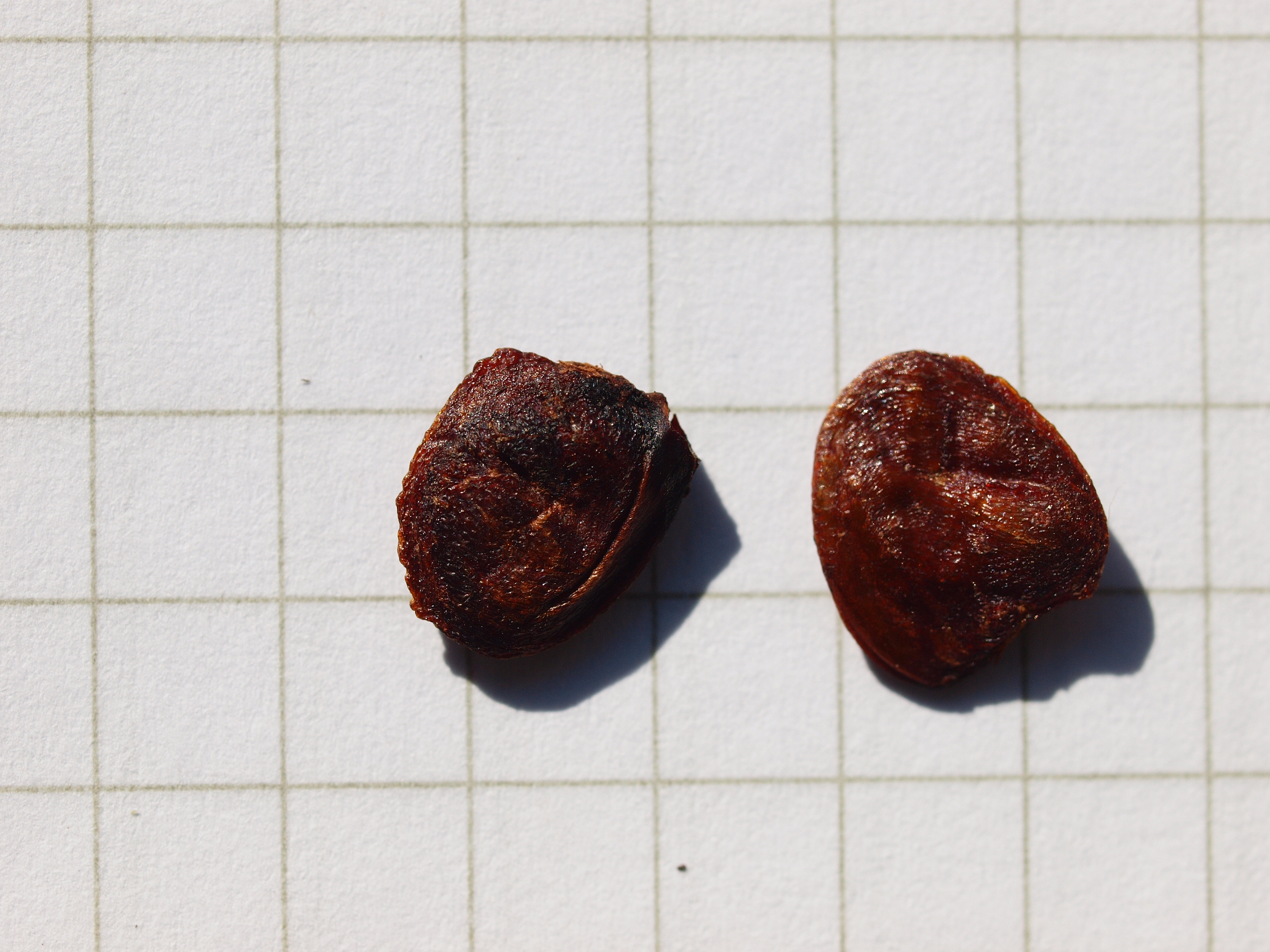
Samen
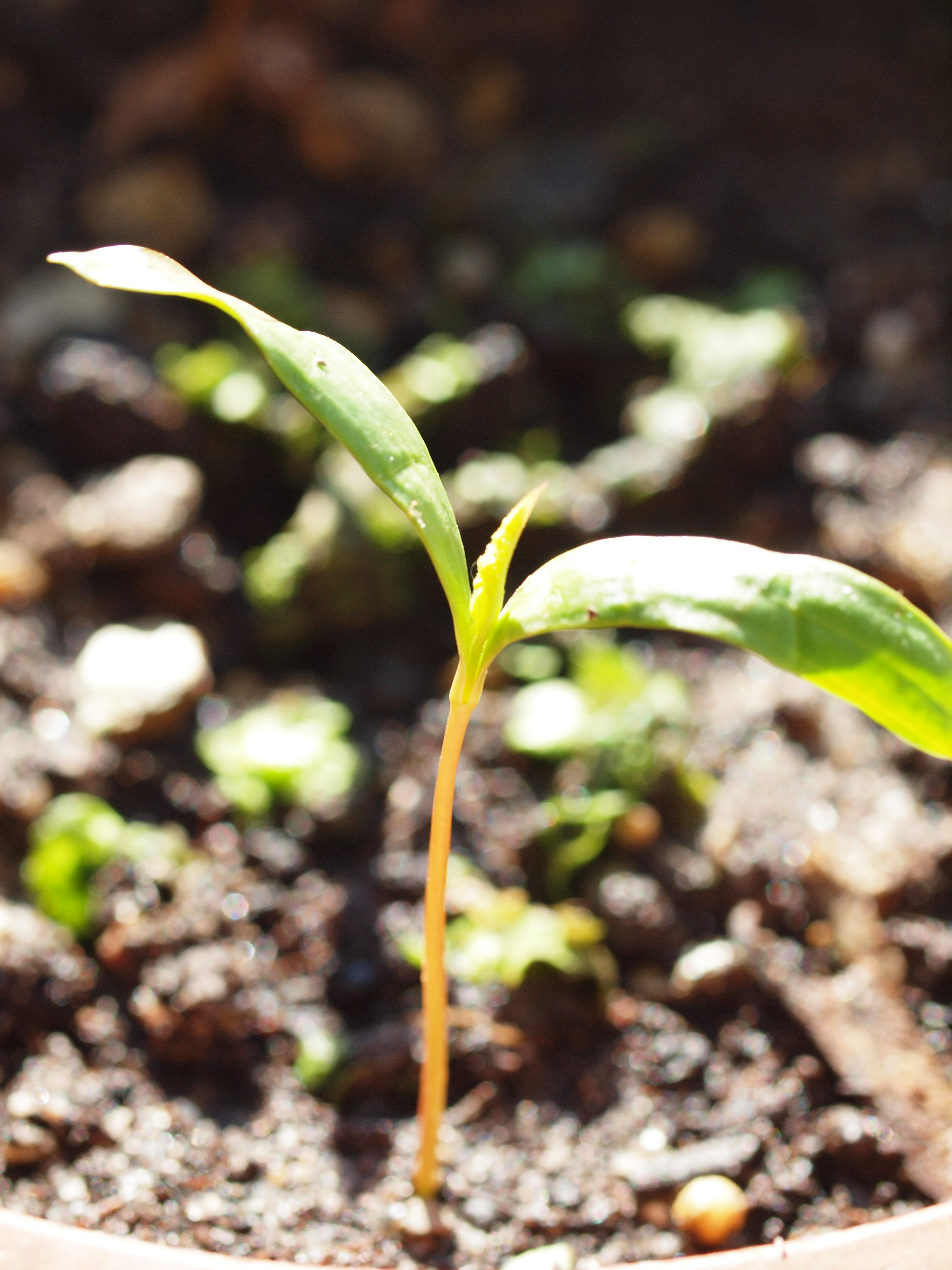
Kotyledonen
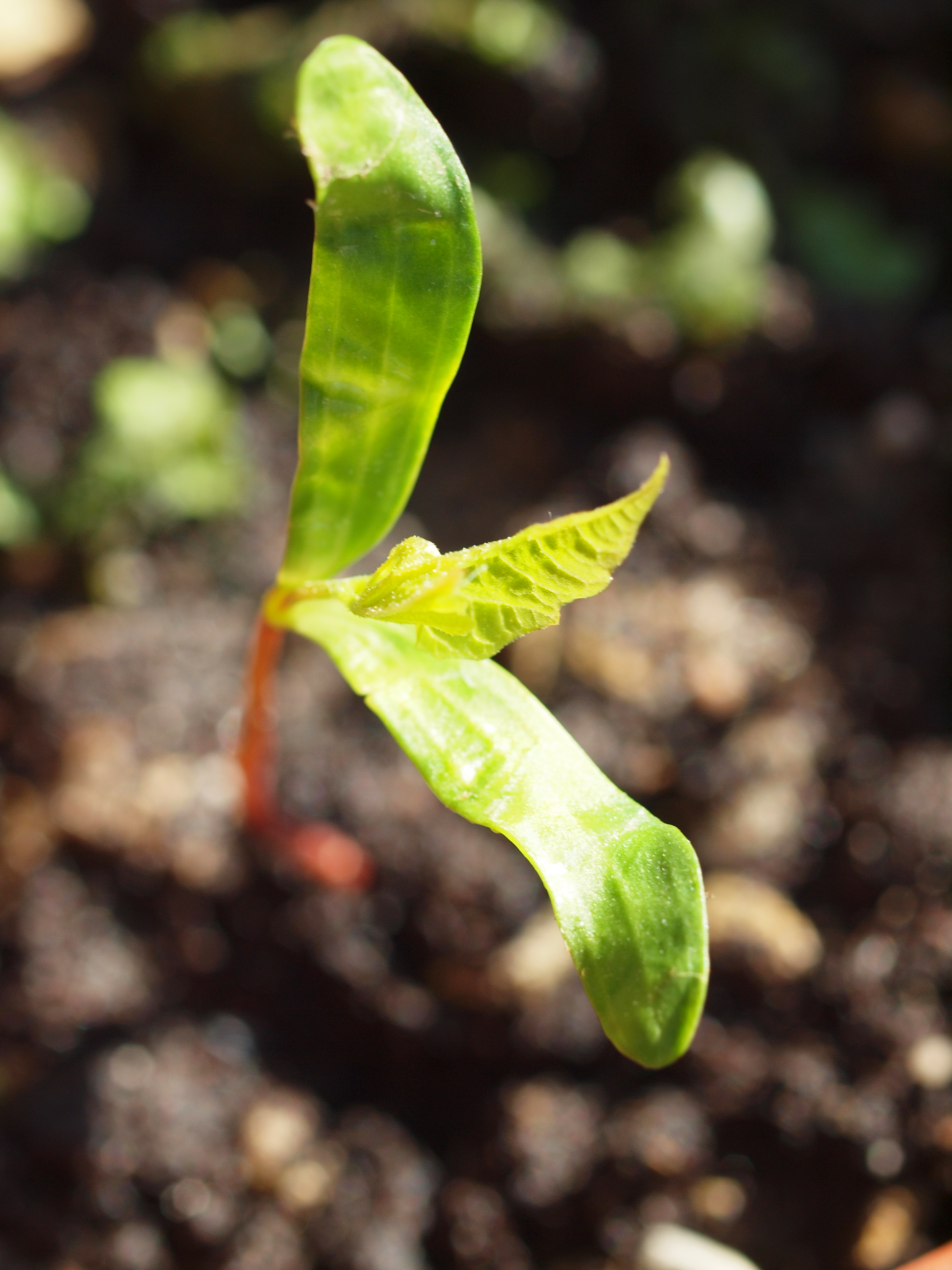
Keimling erstes Blatt treibend

### Phänologie
Blütezeit und Blattaustrieb beginnen beim Griechischen Ahorn 8–10 Tage nach dem Berg-Ahorn. Der Blattaustrieb erfolgt vor der Blütezeit, die je nach Höhenlage im Mai oder Juni beginnt.

## Systematik, botanische Geschichte und Variabilität

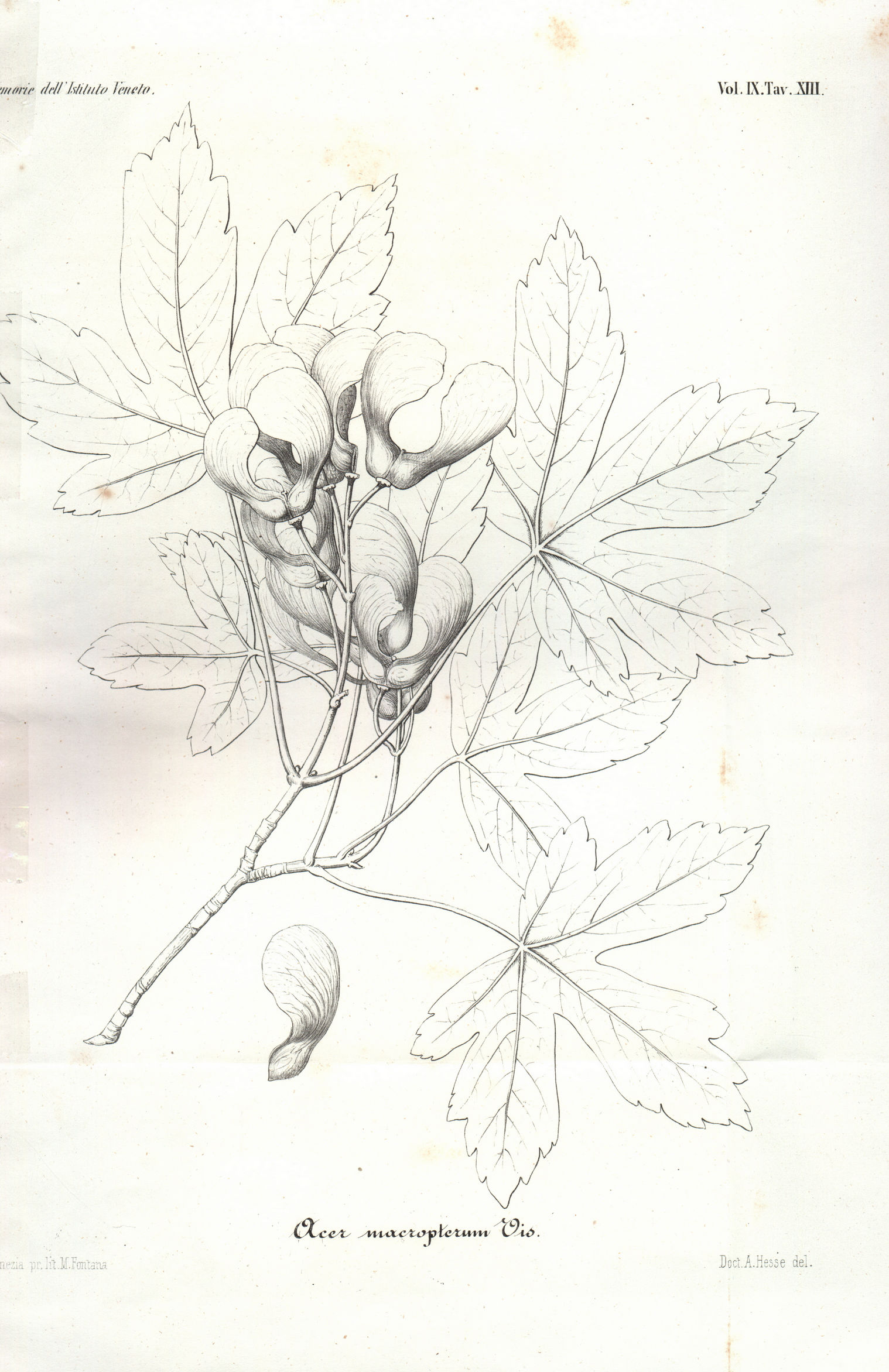
Ikonographie von Acer macropterum Visiani (ein Synonym von Acer heldreichii subsp. visianii) aus Visianis Plantarum serbicarum pemptas 1860. Dieser stammt aus einer serbischen Aufsammlung von Josif Pančić

Innerhalb der Gattung Acer bilden die Arten Berg-Ahorn, Samt-Ahorn, Kaukasischer Ahorn und Griechischer Ahorn in Europa und dem vorderen Orient die Gruppe der so genannten Bergahorne (Sektion Acer Serie Acer ser. Acer).
Der Griechische Ahorn gedeiht in Höhenlagen von 1200 bis 2000 Metern und verlässt auch in den stärker ozeanischen Gebirgen im Nordwesten seines Areals kaum die hochmontanen Wälder und wird selten unter 1400 Meter, mindestens 1200 Meter angetroffen.

### Botanische Geschichte
Der Griechische Ahorn wurde 1854 von Theodoros Georgios Orphanides im griechischen Parnass entdeckt. Die Erstbeschreibung von Acer heldreichii erfolgte 1856 durch Pierre Edmond Boissier. Das Artepitheton heldreichii ehrt Theodor Heinrich Hermann von Heldreich in Diagnoses Plantarum Orientalium novarum, Series II, Nr. 5, 1856, S. 71. Fast zeitgleich beschrieb Josif Pančić vom Javor und Jastrebac im Fürstentum Serbien einen Planinski javor (dt. Hochgebirgs-Ahorn) – welchen er als vom Berg-Ahorn Gorski javor unterschieden fand – und der von Roberto de Visiani 1860 in Venedig als Acer macropterum veröffentlicht wurde. Carl Frederik Nyman vergab mit Acer visianii einen weiteren Namen für einen Ahorn des Javors in Serbien. Diese drei Taxa fasste Ferdinand Albin Pax (1885 und 1886) in einer Art zusammen mit zwei Varietäten: Acer heldreichii var. heldreichii und Acer heldreichii var. macropterum. Aus letzter leitete Karl Franz Josef Malý (1908) die Unterart subsp. visianii (aus Acer macropterum) ab, die er zusätzlich noch in zwei Varietäten und zwei Formen unterteilte. Für die andere Unterart führte er die Bezeichnung subsp. eu-heldreichii ein. August von Hayek (1924) akzeptierte Malýs Ansicht zu den beiden Unterarten und gab diesen die Namen Acer heldreichii subsp. heldreichii und Acer heldreichii subsp. visianii. Als Unterscheidungskriterium nahm er die Größe der Blattspreite, Art der Überlappung der Blattsegmente und den Winkel zwischen den beiden Fruchtflügeln. Diese Unterarten decken sich geographisch gleichfalls mit den eigentlichen Erstfunden; heldreichii entspricht der Aufsammlung Orphanides, visianii der Aufsammlung Pančićs. Damit entsprechen Orphanides und Boissiers Veröffentlichung der Unterart Acer heldreichii subsp. heldreichii Pančićs und Visianis Veröffentlichung der Unterart visianii. Diese Aufteilung nach rein morphologischen Merkmalen steht 1968 in der Flora Europaea:
- Acer heldreichii subsp. heldreichii Hayek
- Acer heldreichii subsp. visianii (K.Maly) Hayek

Synonyme für Acer heldreichii subsp. visianii sind: Acer macropterum Vis., Acer visianii Nym.
Eine stärkere taxonomische „Modifikation“ nahm Radomir Lakušić 1964 vor. Hierin nahm Lakušić die Unterarten (heldreichii und visianii) als Varietäten einer Unterart an: Acer heldreichii subsp. heldreichii (Hayek) Lakušić var. orphanidis (Orph.) Lakušić und Acer heldreichii subsp. heldreichii (Hayek) Lakušić var. maly Lakušić und diese Varietäten von der westlichen Balkanhalbinsel einer neuen Unterart aus der östlichen Balkanhalbinsel im zentralen Balkangebirge Bulgariens gegenübergestellt: Acer heldreichii subsp. bulgarica Lakušić. Dabei ist das Hauptunterscheidungsmerkmal für die Unterart Acer heldreichii subsp. bulgarica, dass die Blattspreite zumeist nur drei Blattabschnitte besitzt.
- Acer heldreichii subsp. heldreichii var. orphanidis Lakušić
- Acer heldreichii subsp. heldreichii var. maly Lakušić
- Acer heldreichii subsp. bulgarica Lakušić

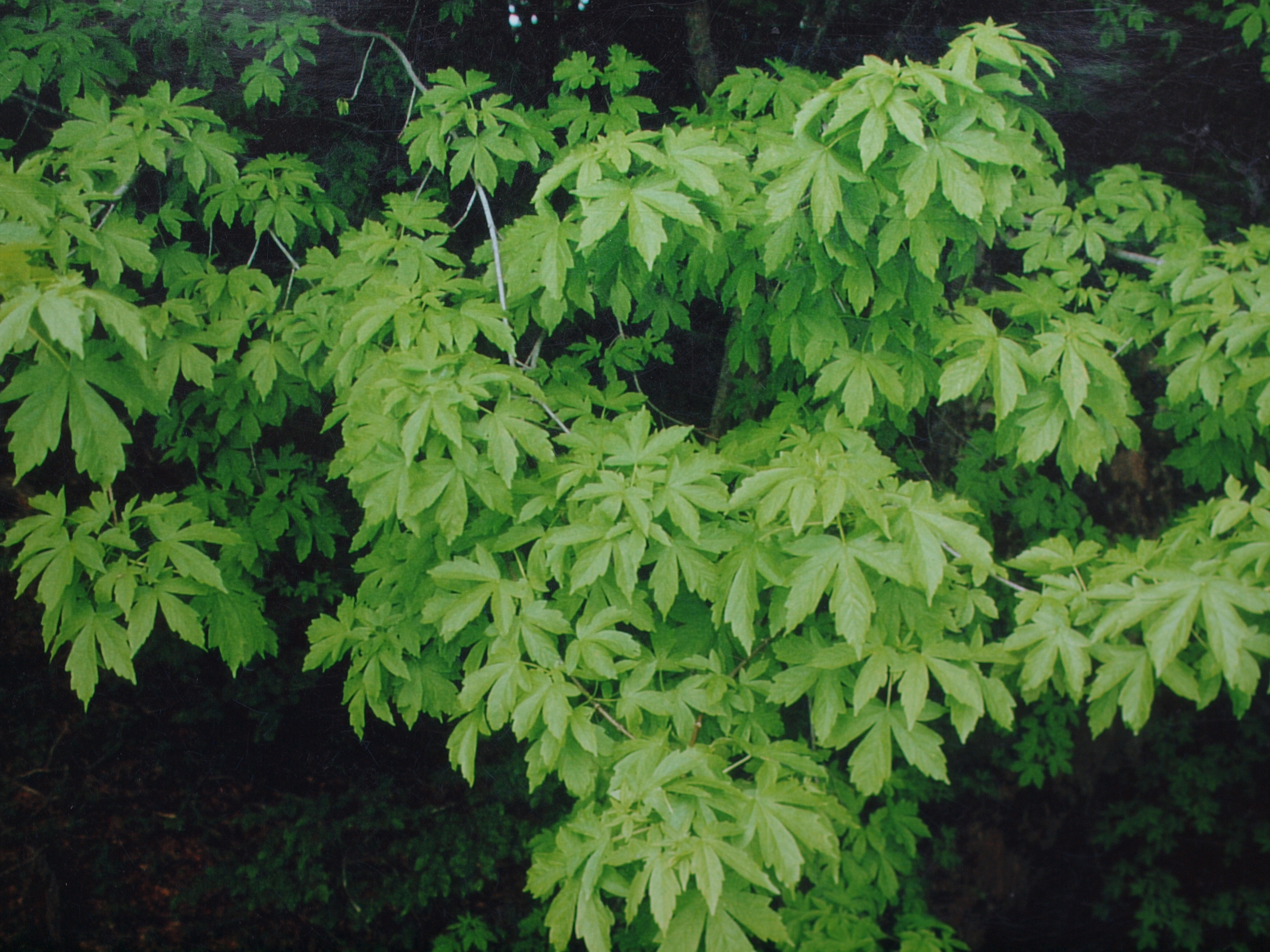
Unterart visianii aus den subadriatischen Südostdinariden, Orjen Montenegro
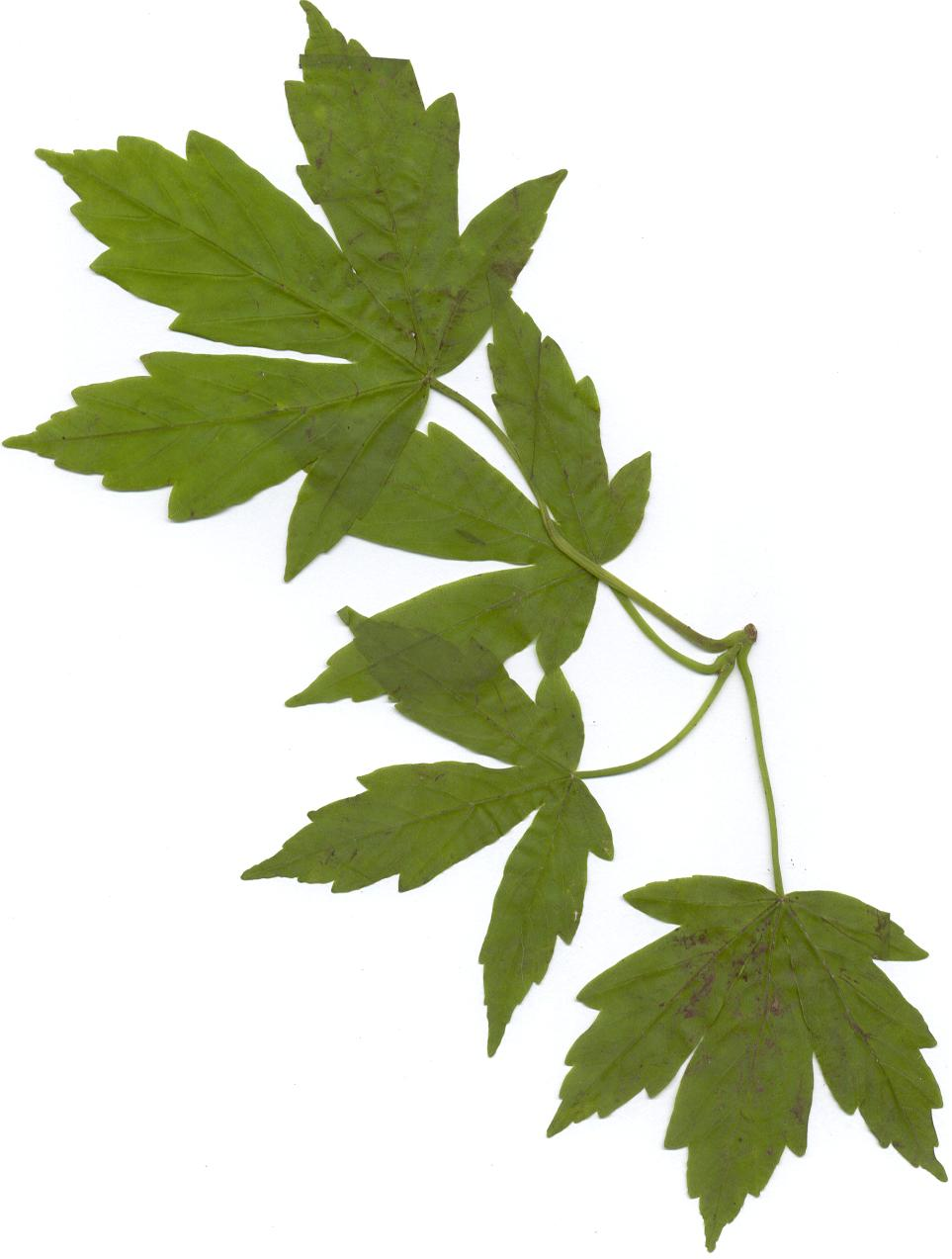
Blätter der Unterart visianii, Orjen (Beleg Pazua, 1650 m)
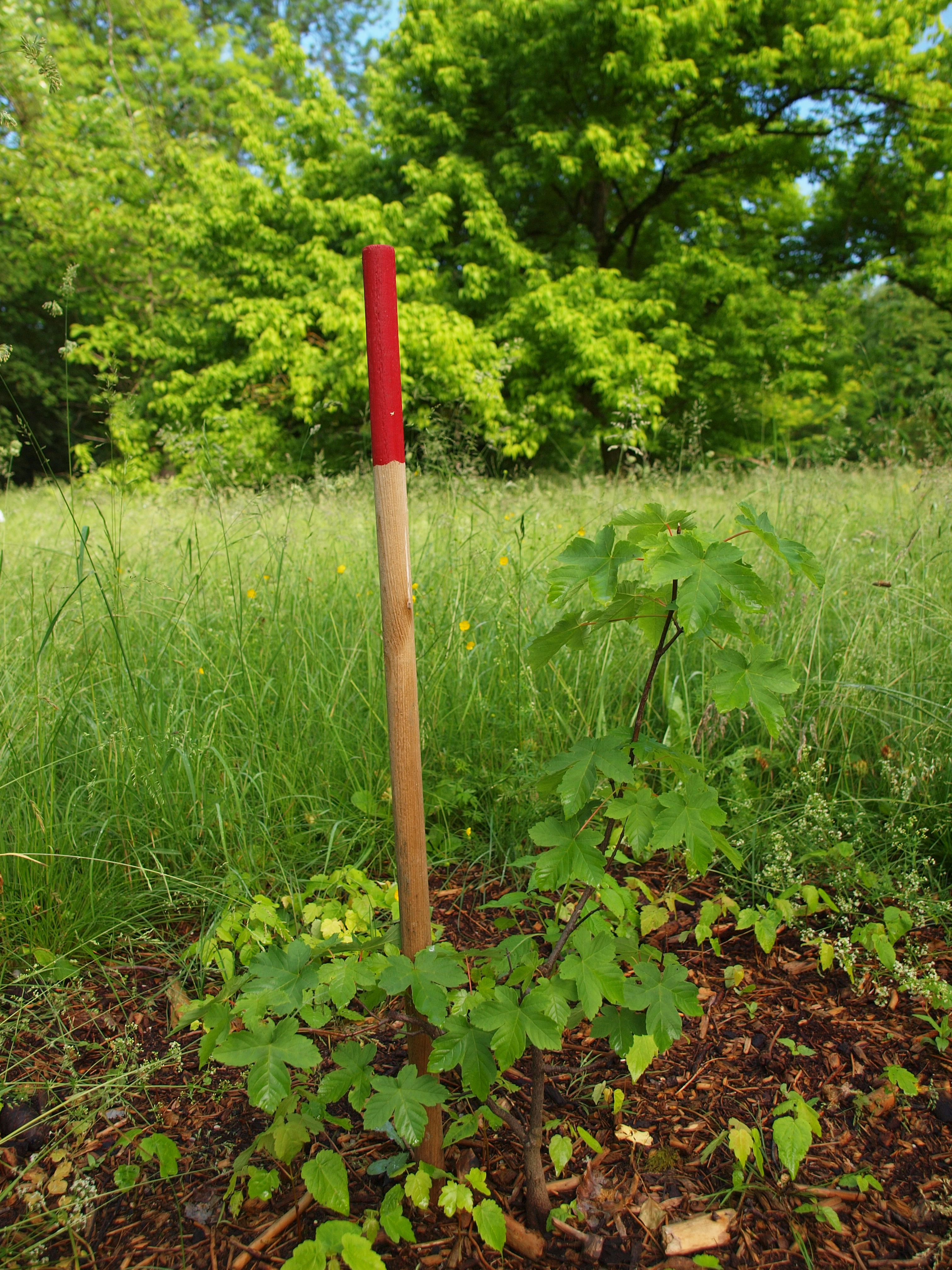
Jungbaum der Unterart visianii, Kultivar aus Wildsammlung im Orjen im Botanischen Garten Nymphenburg in München.
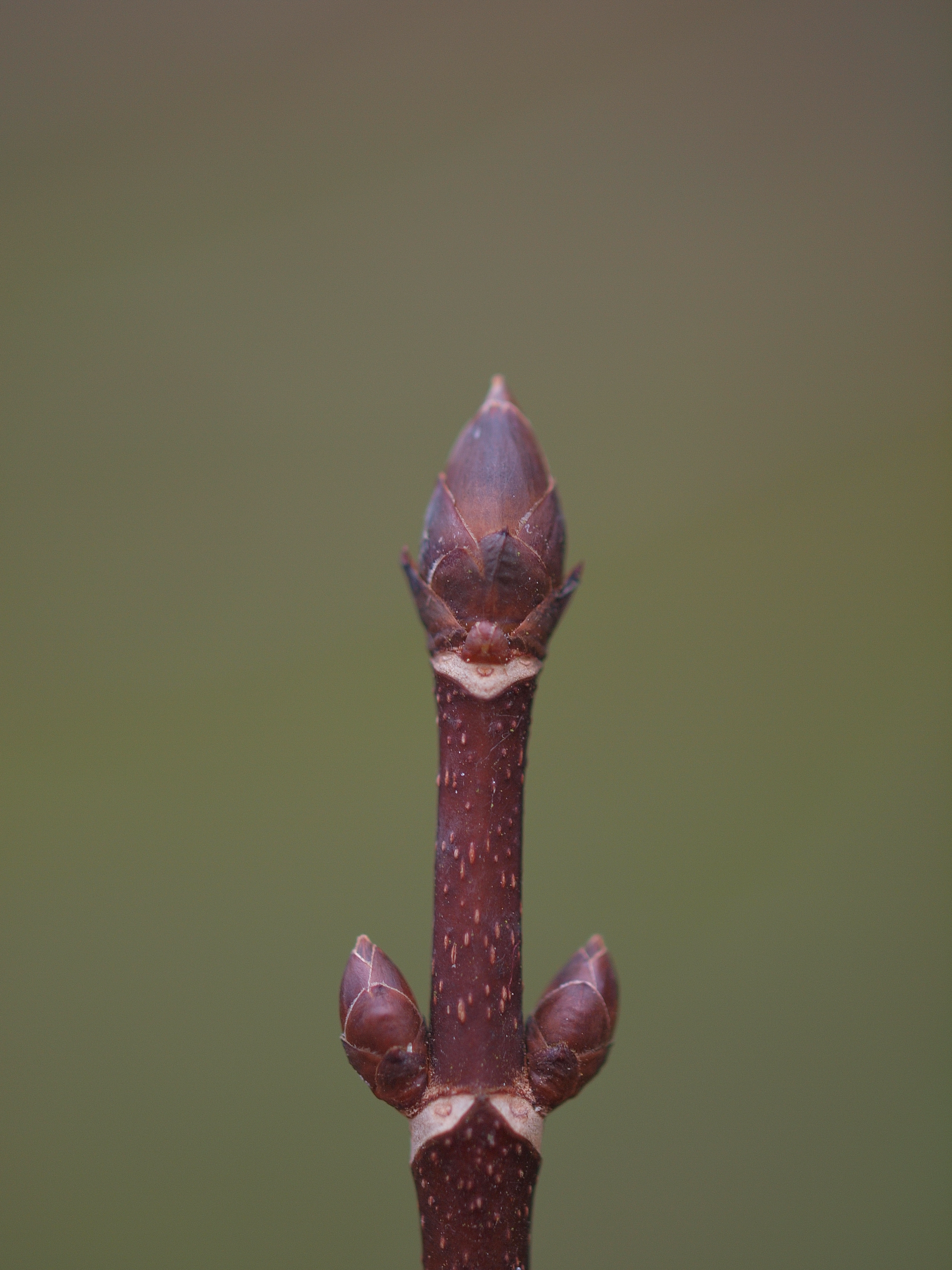
Knospen der Unterart heldreichii
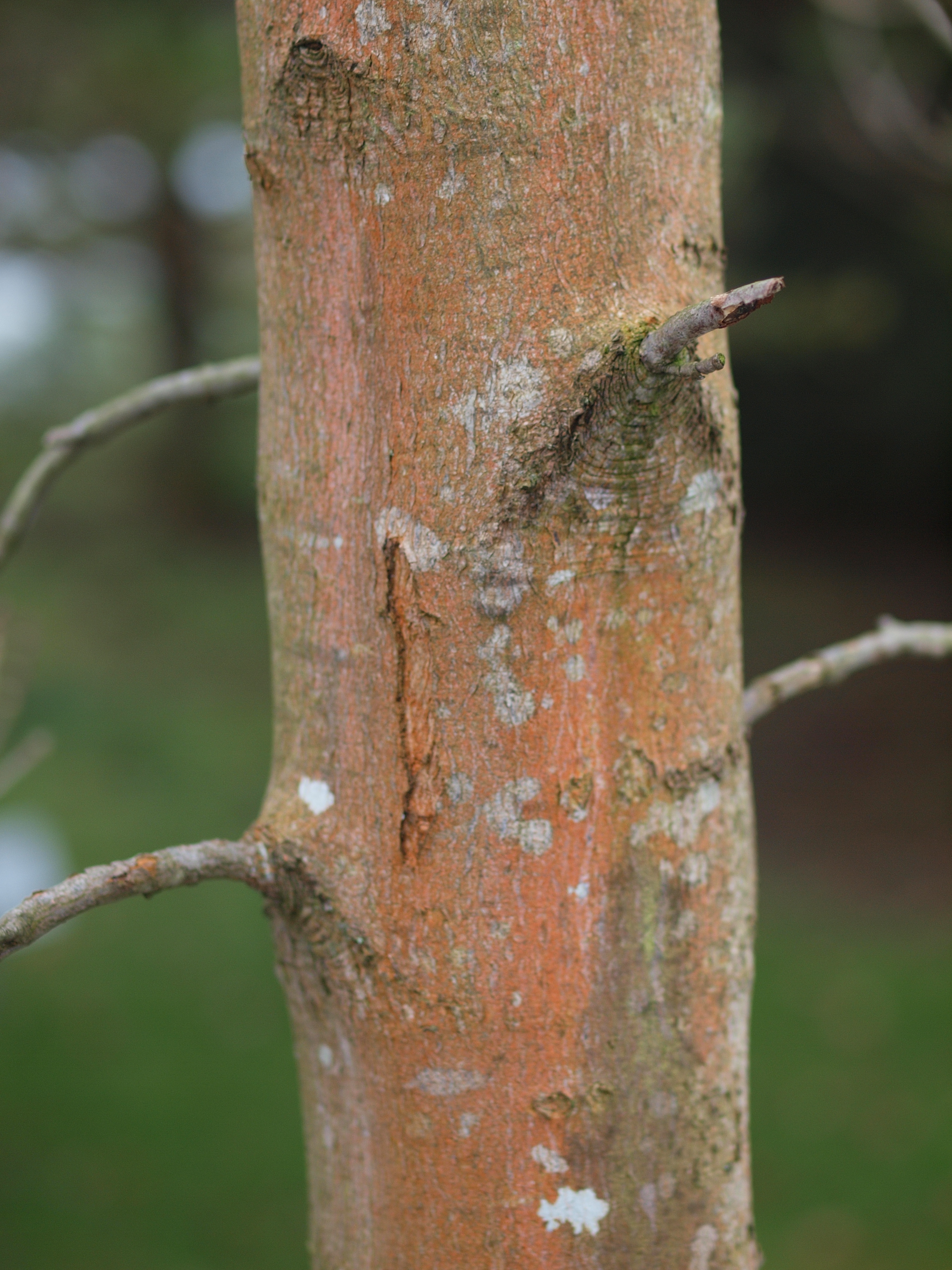
Borke eines jungen Baumes der Unterart heldreichii

Aufgrund der Blattmerkmale sowie ökologischer Ähnlichkeiten wird der euxinisch-kolchische Kaukasus-Ahorn (Acer trautvetteri) oft als Unterart betrachtet. Mit dem stärker differenzierten hyrkanischen Samt-Ahorn (Acer velutium) stellen sie als evolutionäre Gruppe im Entwicklungszweig dem Berg-Ahorn gegenüber. Phylogenetische Methoden zur Abstammungsforschung mittels ITS-Sequenzierung konnten bis jetzt jedoch keine endgültige Klarheit darüber geben, ob der Kaukasus-Ahorn eine eigene Art, infraspezifische Form, oder ein Ökotyp des Griechischen Ahorns ist. Kutikularanalytische Analysen in der Untersuchung von Form und Bau der Spaltöffnungen, die als typische Unterscheidungsmerkmale der Sektion Acer gelten, geben morphologisch der Ansicht in der Übereinstimmung beider Arten Vorschub. Da auf der Balkanhalbinsel dabei Bäume mit Merkmalen sowohl von trautvetteri als auch heldreichii beobachtet wurden, ist durch dieses sympatrische Vorkommen momentan auch noch keine genaue Klärung zur Angebe über die eigentliche geographische Verbreitung möglich.
Intermediäre Formen zwischen Kaukasus- und Griechischem Ahorn kommen in Populationen im Nordosten ihres griechischen Verbreitungsgebietes vor. Nach Arne Strid entsprechen die Populationen im Nordosten Griechenlands jedoch auch schon Acer heldreichii subsp. macropterum (Vis.) Pax (=Acer heldreichii subsp. visianii). Exemplare, die dem Griechischen Ahorn stark ähneln, wurden andererseits auch im Verbreitungsgebiet des Kaukasischen Ahorns in Nordost-Anatolien (Provinz Bolu) gefunden.  Als eigentliches Areal des echten Kaukasischen Ahorns gilt Nord-Iran über Armenien westwärts bis zur europäischen Türkei.
Allgemeine Unterschiede zwischen Kaukasischem und Griechischem Ahorn sind die beim ersteren nur etwas über die Mitte eingeschnittenen Blattlappen, die beim letzteren fast bis zur Basis eingeschnitten sind.
Eine Darstellung der Verwandtschaftsverhältnisse mit molekulargenetischen Daten fehlt hier noch.

### Genetik
Genetische Analysen mit ITS-Sequenzierung von Ahorn-Arten aus der Sektion Acer konnten noch keine endgültige Klarheit über die „spezifische Stellung“ von Berg-Ahorn, Griechischem Ahorn und Kaukasischem Ahorn geben. Letztgenannte Arten sind jedoch unzweifelhaft sehr eng verwandt und möglicherweise aus einer ursprünglichen Art, die ehemals weit verbreitet war, entstanden. Die Stellung des Berg-Ahorns und dessen Evolution konnte aber nicht geklärt werden. Eine Vermutung bleibt, dass dieser aus der phylogenetischen Gruppe von Samt-Ahorn, Griechischem Ahorn und Kaukasus-Ahorn durch Polyploidie entstanden ist. Nach Ermittlung der Chromosomenzahl durch F.S. Santamour ist Acer heldreichii diploid mit 2n = 26 Chromosomen in somatischen Zellkernen. Diese Erkenntnis stützt die Abtrennung als Art vom nah verwandten und ähnlichen Berg-Ahorn, welcher mit 2n = 52 Chromosomen tetraploid ist.

## Vorkommen

### Verbreitung

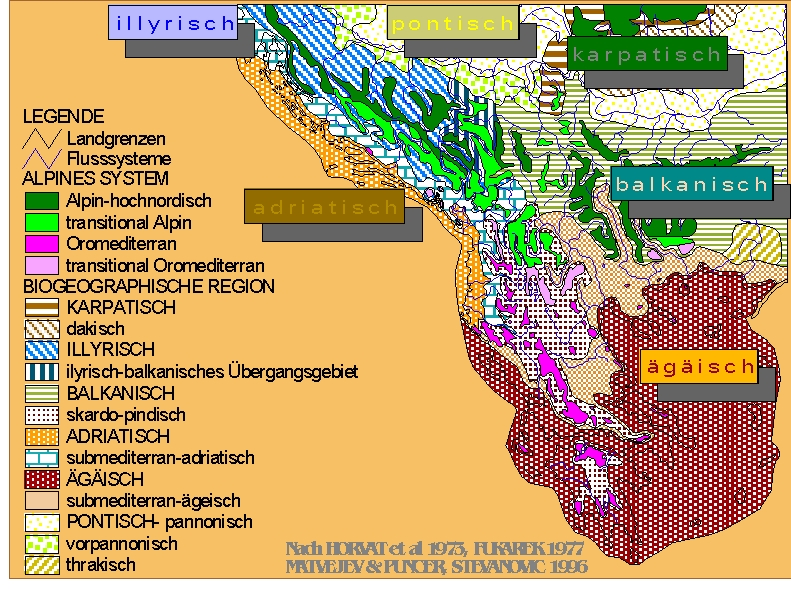
Pflanzengeographische Gliederung Südosteuropas. Der Griechische Ahorn ist ein überwiegend Zentralbalkanisches Florenelement (illyrisch-balkanisches Übergangsgebiet und Balkanische Zone)

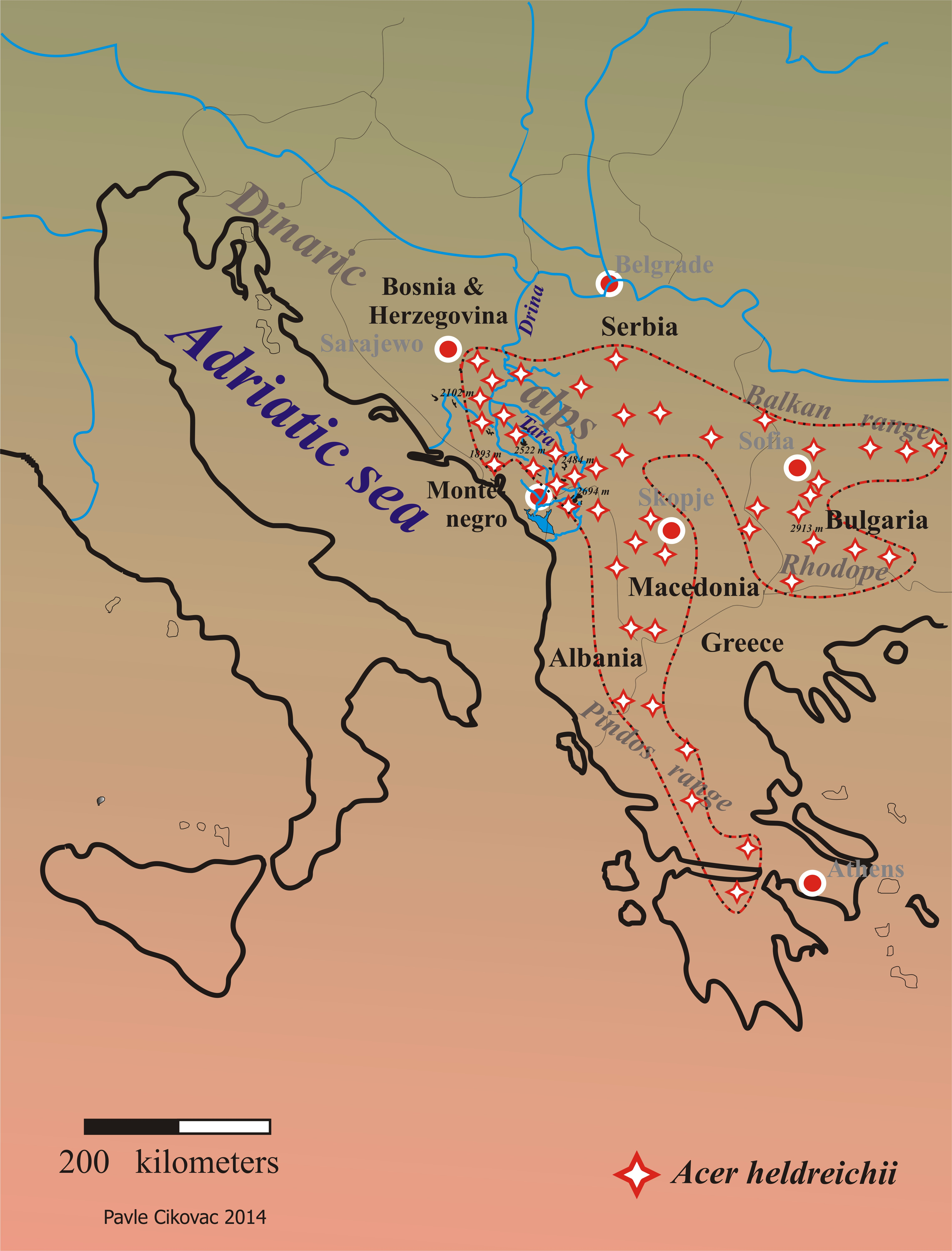
Verbreitung

Pflanzengeographisch ist der Griechische Ahorn ein Florenelement der Zentralbalkanischen Flora. Mit den weiteren Balkan-Endemiten Rumelische Kiefer, Schlangenhaut-Kiefer, Rosskastanie, Gemeiner Flieder, Europäische Forsythie, Baumhasel, Mazedonische Eiche ist er ein wichtiges Element artenreicher Wälder in den schluchtenreichen Gebirgen der Halbinsel.
In seinem zentralbalkanischen Areal ist auffällig, dass Wälder des Griechischen Ahorns dort häufiger auftreten, wo die subalpinen Kiefernwälder an einen Buchenwald anschließen. Erst da, wo sich subalpine Fichtenwälder einschieben, wie in den Rhodopen oder Pirin, wird der Griechische Ahorn nicht mehr als Edifikator von Edellaubbaum-Waldformationen gefunden. Damit einher deckt sich die Verbreitung des Griechischen Ahorn-Waldes und sein Wert als Zeigerpflanze für schneereiche und ozeanisch getönte Hochgebirge, die sich hier überwiegend in den westlichen Gebirgen in den Südostdinariden, der Šar Planina und des Pindus finden. Auffällig ist dabei auch sein Fehlen im Ossa- und Pilion-Gebirge wie auf dem Olymp. Diese liegen alle auf der kontinentaleren Ostseite Griechenlands.
Der Griechische Ahorn kommt auf der Balkanhalbinsel von den Südostdinariden in Bosnien und Herzegowina, Montenegro, Südwestserbien über den Kosovo, Albanien nach Griechenland bis zum Peloponnes vor. Die manchmal als Unterart trautvetteri doch heute als eigene Art verstandene Acer trautvetteri ist weiter östlich im Norden der Türkei, der Kolchis und im Kaukasus beheimatet.
In Bulgarien besiedelt die Art das Rila-Gebirge, das Westliche- und Mittlere Balkan-Gebirge, Vitoša und Osogovo, das Belasiza und Rhodopen-Massiv. Hier wird der Griechische Ahorn meist in Höhenlagen von 1700 bis 1800 (1900) Metern, selten unterhalb 1200 Metern gefunden.
In Serbien sind 13 regionale Verbreitungsschwerpunkte bekannt, die von der westlichen bis zur östlichen Landesgrenze und im Süden zur albanischen und nordmazedonischen Grenze reichen: Javorje, Javor, Golija, Žljeb, Koprivnik, Paštrik, Šar Planina, Rogozna, Kopaonik, Jastrebac, Rudnik, Sićevo, Stara Planina (Babin zub, Belan und Rišor). Als Zentrum der Verbreitung des Griechischen Ahorns in Serbien gilt allgemein die Golija planina in der die dichtesten und besterhaltenen Waldkomplexe dieses Ahorns gefunden werden. Im Osten des Landes besteht ein Reservat in der Stara Planina ("Vražja glava") in dem die Sukzession der Ahorngesellschaft zu beobachten ist.
In Makedonien werden Šar Planina, Korabgebirge, Bistra, Jakupica, Jablanica und Pelister besiedelt.
Die Vorkommen in Griechenland finden sich im Pindos, dem Parnass (hier wurde die Art am 28. Juni/10. Juli 1854 auch erstmals von Orphanides entdeckt) und dem Pajkon. Auf dem Peloponnes ist die Art bei Killini vorkommend.
In Albanien finden sich Vorkommen hauptsächlich im Norden und Osten sowie Südosten des Landes, insbesondere im Prokletije, bei Deshat (Dibra) sowie im Grenzgebirge Jablanica zu Mazedonien.
In Bosnien erreicht der Griechische Ahorn seine westliche Verbreitungsgrenze in Europa. Er wird nur in den Hochgebirgen der nordöstlichen Herzegowina sowie in Südbosnien in der Zelengora, der Bjelasica (Herzegowina bei Gacko) im Süden und im Norden noch in der Jahorina gefunden.
Ein Hauptverbreitungsschwerpunkt dieser Art liegt in Montenegro. Hier ist der Griechische Ahorn in allen zentral- und norddinarischen Gebirgszüge beheimatet: u. a. Maglić, Durmitor, Sinjajevina, Bjelasica (Kolašin), Prokletije, Komovi, Njegoš planina. Auch der einzige mittelmeernahe Standort findet sich in den montenegrinischen subadriatischen Dinariden im Orjen.

### Florengeschichte
Der Griechische Ahorn ist ein Element der xeromediterranen Höhenstufe und hierin ein Bestandteil der Waldvegetation im Oro-Mediterranenen Biom. Nach Vladimir Stevanović gehört er florengeschichtlich zu den Relikt-Arten mit westasiatischen Verwandtschaftsbeziehungen (Acer trautvetteri), die sich vor den Eiszeiten differenziert hatten und während der pleistozänen Epoche die Gebirge der Balkanhalbinsel besiedelt hatten.

### Standort

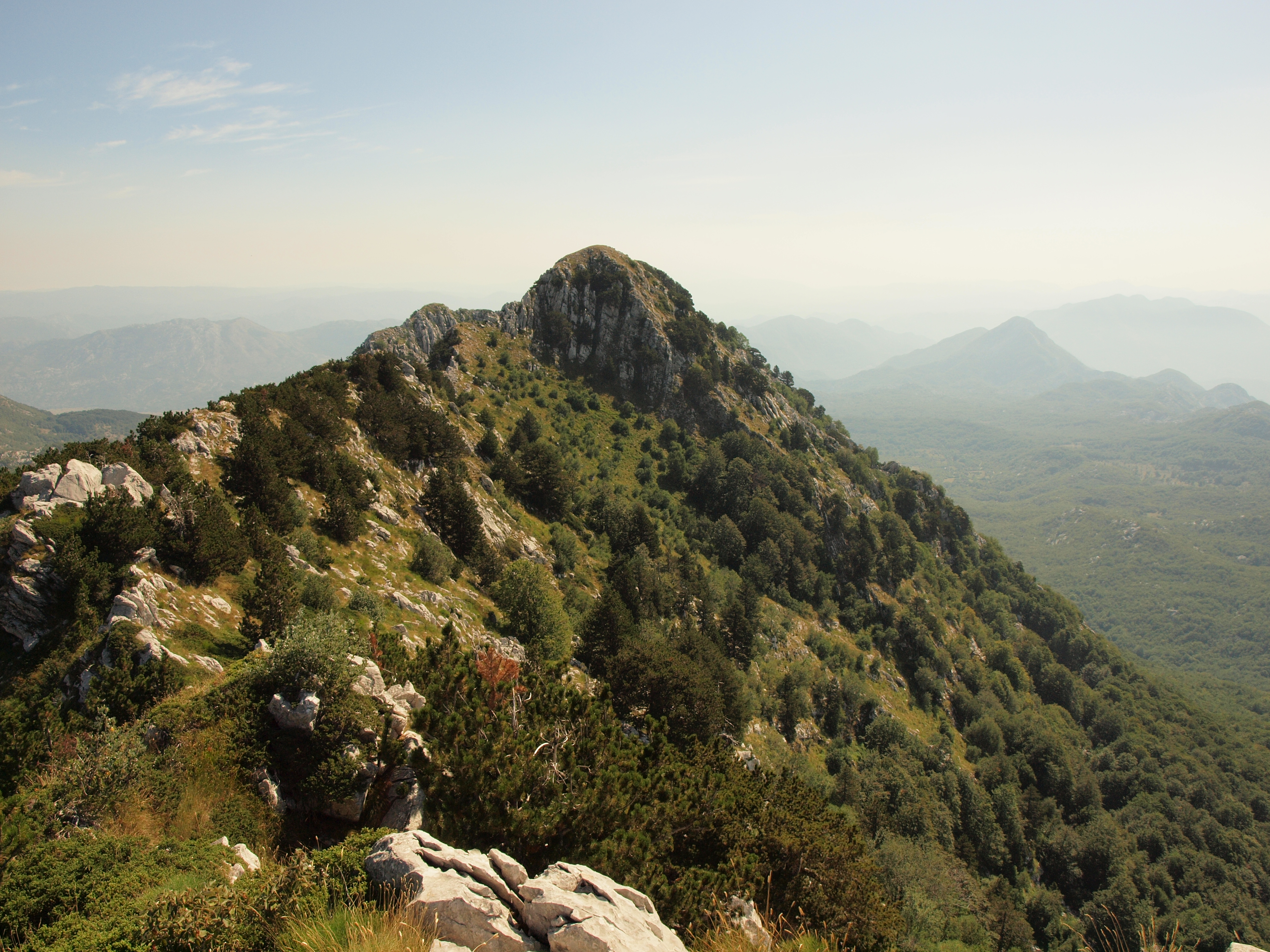
Subalpines (alti-Mediterranes) Habitat am glazial überprägten Pazua-Kamm (Velje leto) im Orjen. Hier finden sich einzelne Bäume des Griechischen Ahorns zumeist nordseitig, selten aber auch auf südseitigen verblockten Grobblockhalden in Einzelstellung oder aber in Mischwäldern mit Buche, Baumhasel, Schlangenhaut-Kiefer und Sommerlinde

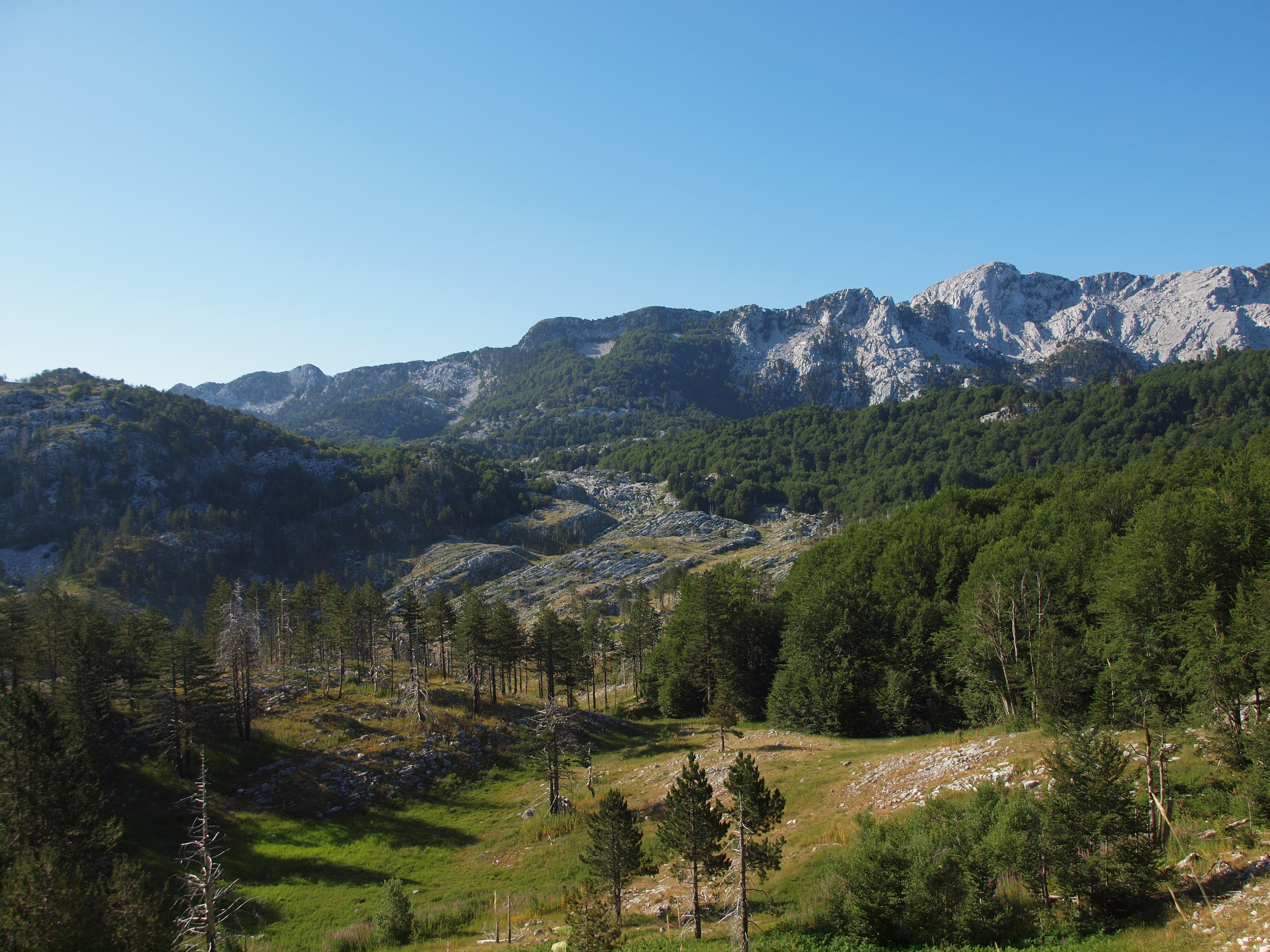
Montan/Hochmontane Tannen-Buchenwälder und hochmontane Ahorn-Buchenwälder am nordseitigen Pazua-Kamm in Montenegro liegen auf Standorten des Glaziokarstes und bleiben durch die spät ausapernde Schneedecke auch im Hochsommer noch genügend frisch

Überwiegend findet sich der Griechische Ahorn über der montanen Tannen-Buchen Stufe, in den Zonen der Schlangenhaut-Kiefer, Fichte oder der subalpinen Buchenwälder.
Generell beschränkt sich das Vorkommen des Griechischen Ahorns in den zentralen Gebirgen des Balkans auf sommerkühle nordseitige Muldenlagen in 1100–2000 m Höhe. Einzelbäume sind als Solitäre auch über der Waldgrenze zu finden, wo er insgesamt der prägendste Begleiter des schneereichen hochmontanen und subalpinen Buchenwaldes ist. Er meidet zumeist die küstennahen Gebirge mit Ausnahme einer einzigen bekannten Ausnahme im schnee- und regenreichen herzegowinisch-montenegrinischen Orjen, unmittelbar an der südlichen Adriaküste, wo er aus glazialen Karen der Pazua beschrieben wurde.
Zumeist wird in dinarischen Gebirgswäldern das Auftreten des Griechischen Ahorns in kleineren Einzelgruppen oder einzeln innerhalb von Buchen-Tannen-Fichten Mischwäldern beschrieben. Dabei wird dieser zumeist in der Nähe von Quellen oder kleinen Gebirgs-Bachläufen beobachtet und das auch zumeist an Nordexpositionen. Pavle Fukarek berichtet jedoch von einem 30 ha großen Wald zwischen 1300 und 1700 m in der Zelengora (Tisovo brdo) bei Tjentište unweit der Sutjeska, in dem der Griechische Ahorn zusammen mit Berg-Ahorn sowie geringeren Anteilen von Berg-Ulme, Weisstanne und Buche ein großes zusammenhängendes Waldstück aufbaut. Der Griechische Ahorn wurde dort als im Durchschnitt 34 m hoch, mit einem etwas lichten Kronendach, in das viel Licht hineinfällt, beschrieben.  Die durchschnittliche Holzmasse des Ahornwaldes wurde mit 628 m³ für Laubbäume und 58 m³ für die Weißtanne (= 686 m³) errechnet.
Die subalpinen dinarischen Ahorn-Buchenwälder (Aceri-Fagetum dinaricum, Wraber 1960) bilden durch Hangneigung und Schneeschub säbelwüchsige Waldtypen von zumeist geringwüchsigem Griechischen Ahorn, Berg-Ahorn und Rotbuche. Innerhalb dieser sind wie im Nationalpark Sutjeska (Urwald Peručica) subalpine Hochstauden charakteristisch (Cicerbita alpina, Ranunculus platanifolius, Rumex arifolius, Aconitum vulparia). Allgemein sind diese Ahornwälder artenreicher als vergleichbarer alpine. Im Biogradska gora Nationalpark differenzieren Geranium reflexum, Scropularia scopolii und Galanthus nivalis zu alpinen Ahorn-Buchenwäldern. Griechische Ahorn-Buchenwälder sind dabei kleinflächig auf extremen, schneereichen Standorten (Karen, „Glazialtrögen“, „Blockhängen“) als Dauergesellschaften klimazonale Elemente. Außerhalb der dinarischen subalpinen Ahorn-Buchenwälder sind im zentralbalkanischen Raum sind oft durchschnittlich bessere Wuchshöhen (20–27 m, 40–70 cm BHD), sowie das Zurücktreten illyrischer Charakterarten zu verzeichnen.
Als mesophile und lichtbedürftige Art mit hohem Regenerationsvermögen ist der Griechische Ahorn zur Stabilisierung der oberen Waldgrenze in den Gebirgen des natürlichen Areals befähigt. Hauptsächlich findet man ihn indessen in feuchten Mischwäldern mit der Rotbuche und anderen Arten. In den nördlichen Bereichen des natürlichen Verbreitungsgebietes zählen dazu unter anderen Berg-Ahorn, Spitz-Ahorn, Mazedonische-Kiefer, Weißtanne. In den Buchen-Wäldern der oberen Waldgrenze kommt der Griechische Ahorn einzelbaum- oder gruppenweise vor mit einem selten 5–10 % übertreffenden Anteil. Insgesamt ist er ein Baum des kühl-feuchten Bergklimas und kann auch an der Baumgrenze mit Schlangenhaut-Kiefer oder der Griechischen Tanne vergesellschaftet sein. Als Lichtart ist er an diesen sonnigen Standorten jedoch auf humosen, durchlässigen Böden über kalkhaltigem Gestein die auch im Sommer feucht bleiben gebunden.
Weisstanne, Buche und Fichte sind mit dem Griechischen Ahorn Haupt-„Edifikatoren“ im hochmontanen Bergwald der zentralen Balkanhalbinsel. Analog ist diese Form in den Vegetationsverhältnissen im Westlichen Kaukasus zu beobachten, in der Nordmann-Tanne, Orient-Buche, Orient-Fichte mit Kaukasus-Ahorn vikariierend auftreten. Dabei bildet der mit dem Griechischen Ahorn nächstverwandte Kaukasus-Ahorn aber oberhalb dieser hochmontanen Wälder (2000–2100 m) noch eine schmale eigene Stufe, die in typischen Ausprägung mit der kaukasischen Hochstaudenflur eine besonders auffällige subalpine Stufe stellt, die nach Oleg Sergeevič Grebenščikov so nicht auf der Balkanhalbinsel auftritt.

### Vergesellschaftung

Das Aceri-Fagetum ist subalpin die bedeutendste Gesellschaft im Buchenwaldgebiet des Westbalkans (illyrischer Buchenwald)

Ähnlich wie die subalpinen Ahorn-Buchenwälder der Alpen (Aceri-Fagion), sowie solcher der westlichen Dinariden der illyrischen Buchenwald Zone (Fagion illyricum) in denen der Berg-Ahorn der Buche beigemischt ist, wird auch in den balkanischen Buchenwäldern ein Aceri-Fagetum ausgeschieden. Dabei ist durch die größere Kontinentalität im östlichen Balkan der Anteil der Nadelbäume (Fichte und Tanne) hier größer als in den ozeanischeren westlichen Gebirgswäldern mit ahornreichen subalpinen Buchenwäldern.
In Griechischen Ahorn-Buchenwäldern (Aceretum heldreichii B. Jov., Aceri heldreichii-Fagetum) haben unter anderen Aremonia agrimonoides, Rundblättriger Steinbrech, Buschwindröschen, Zwiebel-Zahnwurz, Wald-Veilchen, Alpen-Heckenkirsche, und Echter Wurmfarn eine hohe Stetigkeit. In seinen westlichen Verbreitungsgebiet können auf Pionierstandorten alti-mediterraner Karststandorte wie im Orjen auch eine Mischung balkanischer, illyrischer und mitteleuropäischer Florenelemente wie Hunds-Zahnlilie, Hänge-Birke, Schlangenhaut-Kiefer, Starrer Wurmfarn, Zarte Schachbrettblume, Lilium martagon var. cattaniae oder Viola chelmea beobachtet werden.
Gebirgswälder des Griechischen Ahorns haben bei Pflanzensoziologen vielfach Interesse erregt. Aus dem zergliederten Verbreitungsgebiet sind daher zahlreiche Assoziationen beschrieben: Aceri heldreichii-Fagetum B. Jov. 1957 (Serbien); Aceri visiani-Fagetum Fuk. et Stef. 1958 (Bosnien und Herzegowina); Fago-Aceretum visianii Bleč. et Lkšć. 1970 (Montenegro); Aceri heldreichii-Fagetum subalpinum Jank. et Stev. 1983. (Kosovo); Fagetum subalpinum inferiorum (= Fagetum altimontanum) Mišić et Popović 1954 (Kopaonik), Aceri heldreichii-Fagetum montanum Jov. (Golija, Serbien), Aceri heldreichii-Picetum abietis (Golija Serbien) sowie Abieto-Fagetum aceretosum visianii Koviljka Stanković Tomić (Mokra gora, Serbien) und Aceri heldreichii-Fagetum moesiacae subalpinum M. Janković et. В. Stevanović 1988 (Kosovo, Makedonien).
Als Übergeordnete Einheit wird die pflanzensoziologische Ordnung Aceri heldreichii-Fagetum  B. Jov. 1957 (Jovanović, 1986) angegeben.
In Serbien wurde den subalpinen Ahornwälder der Kode A3.31 "Subalpijska šuma planinskog javora" (Acer heldreichii) und A3.311 vergeben. Hierin werden die Wälder als selten geführt.

### Gefährdung und Naturschutz

Gefährdungskategorie nach IUCN für Acer heldreichii

Nach Kriterien der IUCN ist der Griechische Ahorn keiner Gefährdungskategorie zugeordnet und wird unter Least Concern (LC) gelistet.
In der nationalen Liste im „Red Data Book“ Bulgarien wird der Griechische Ahorn mit Vulnerable (VU) eingestuft. Als Bedrohung werden anthropogene Ursachen wie Holzproduktion und Habitatszerstörung genannt.
Zahlreiche Bestände des Griechischen Ahorns liegen innerhalb ausgewiesener Nationalparks. Unter anderem in Bosnien im Nationalpark-Jahorina und Nationalpark Sutjeska, in Montenegro im Nationalpark Biogradska Gora auf der Bjelasica, in Serbien im Nationalpark-Kopaonik. Innerhalb des Jahorina Schutzgebietes oberhalb Sarajewo sind zwei Spezialreservate mit bedeutenden Vorkommen des Griechischen Ahorns ausgewiesen: Zlatna Dolina und Mali javor. Die Wälder mit Griechischem Ahorn sind hier durch ein überwiegen alpiner- und borealer Arten zusammengesetzt.

## Holz, Nutzung und Vermehrung

### Eigenschaften
Die Holzeigenschaften sind denen des Berg-Ahorns sehr ähnlich. Das zerstreutporige Holz ist von mittlerer Härte und mäßig schwer. Das durchschnittliche Volumengewicht beträgt 873 kg/m³ (811–938 kg/m³) in frischem und 646 kg/m³ (613–696 kg/m³) in lufttrockenem Zustand. Die Volumenschwindung wird mit 13,6 % angegeben. Winterfällung ist notwendig.
Die hellgraue bis braune Borke ist relativ dünn (etwa 1 cm), leicht längsrissig oder glatt.
Holz des Griechischen Ahorns ist nur in begrenztem Umfang verfügbar und wird dann zumeist als Bauholz genutzt. Aufforstungen mit Griechischem Ahorn werden aber langfristig stärker berücksichtigt.

### Bogenbau
Holzanatomische Untersuchungen an osmanischen Kompositbogen haben gezeigt, dass diese das Holz für die Bögen überwiegend von Ahornen genutzt haben. Ahornholz war bei den speziellen Bögen der Osmanen das nachgesuchteste und teuerste. Neben Eibenholz für Langbögen und neuweltlich dem Milchorangenbaumholz die entscheidende Rolle für die effektivsten Bogenkonstruktionen. Dabei spielen holzanatonmische Gründe durch spiralförmige Verdickungen der Tracheiden Zellen wie Fasern die entscheidende Rolle für diese spezifische Eignung.

### Geigen und Guslen

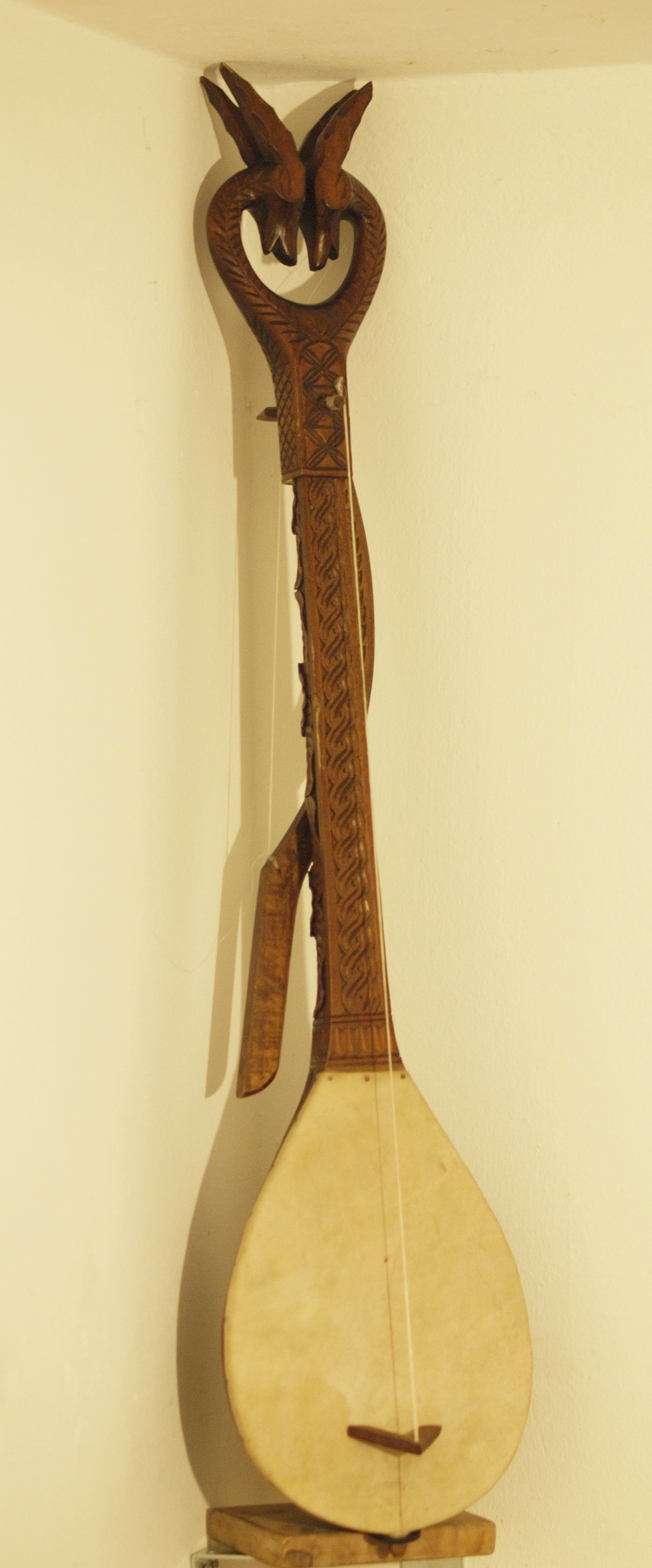
Die balkanischen Guslen der Hochlandbewohner werden praktisch ausschließlich aus Ahorn gefertigt. Das helle Ahornholz wird dabei zumeist dunkel lackiert.

Ahorne sind in der Volksmythologie der Südslawen besonders hoch angesehene Bäume. Das Holz des Griechischen Ahorns ist als Klangholz insbesondere eines der gesuchten Materialien im Guslenbau, sowie anderer Streichinstrumente. Die Holzqualität ist mit derjenigen von Berg- und Spitz-Ahorn vergleichbar.

### Riegelholz im Instrumentenbau
Das nachgefragteste Holz-Typus des Griechischen Ahorns ist der so genannte džever javor, im deutschen Sprachgebrauch Riegelahorn. Riegelahorn hat eine ausgesprochene hell/dunkel Streifung der Fasern und ist typisch an Wechsel von hell ocker- zu bernsteinfarbenen Streifenabfolgen zu erkennen. Der Riegelahorn, im Englischen spricht man von "fiddle back maple", ist seit Jahrhunderten für Geigenböden verwendet worden. Verursacht wird die Riegelung durch eine besondere Art welligen Faserverlaufs, wodurch sich beim Anschnitt eine auf unterschiedliche Lichtbrechung an der Oberfläche beruhende Hell-Dunkelstreifung ergibt. Dabei wird völlig fehlerfreies, feinjähriges (d. h. die Jahresringe liegen eng und gleichmäßig) Riegelholz von Berg- und Griechischem Ahorn im Geigenbau allein aus optischen Gründen bevorzugt, für den Klang und die Klanggüte ist jedoch bei der Violine nur die Instrumenten-Decke ausschlaggebend und die besteht aus feinjährigem Fichtenholz.
Dass Berg-Ahorne allgemein hier zu den teuersten endemischen Arten gehören, zeigen auch die Holzpreise der Holzbörsen. Für Berg-Ahornholz wurden 2011 in Slowenien mehr als 7.500 Euro/m³ verlangt, siebenmal so viel wie für Fichtenholz.
Wie die montenegrinische Zeitung Vijesti berichtete, ist bei den Holzunternehmen und Holzfällern der Region Kolašin die Fällung von Griechischem Ahorn für den eigenen Guslenbau wie für den Export für ausländische Sägewerke, die Klangholz für den Geigenbau beziehen, von besonders hohem Interesse, was sich durch die hohen Preise, die dafür mitunter gezahlt werden, erklärt. Wie die Tageszeitung weiter berichtete, hatte die Polizei dabei einen Versuch, selbst illegal im Urwald des Nationalparks "Biogradska gora" Griechischen Ahorn zu schlagen, vereitelt. Dabei wird ein besonders durch Wind und Hangneigung beanspruchter Stamm, der als so genannter džver javor (oder džever stablo = krummer/säbelwüchsiger Stamm) bezeichnet wird, am meisten geschätzt. Wie die Zeitung in einem anderen Beitrag berichtete, waren diese säbelwüchsigen Bäume wegen ihrer Nachfrage für Musikinstrumente so begehrt, dass selbst schwer zu erreichende Standorte wie im hochalpinen Durmitor noch vor dem Zweiten Weltkrieg massiv übernutzt wurden. Da Riegelholz des Griechischen Ahorns das am höchsten geschätzte Holz der Dinariden überhaupt ist, halten sich auch Legenden, dass Erlöse bis zu 60.000 Euro pro Kubikmeter möglich sind, realistisch werden aber in Kolašin in den Sägewerken nur 500–600 Euro pro Kubikmeter bezahlt. Mit diesem immer noch hohen Erlös geht auch weiterhin eine Übernutzung der Bestände einher, die von der lokalen und oft nicht regelmäßig beschäftigten Gebirgsbevölkerung in Montenegro als willkommene Geldquelle angesehen wird.
Insbesondere hat sich die Region um Kolašin als Zentrum der illegalen Riegelahorn-Holzindustrie in Montenegro entwickelt. Eine unkontrollierte und ungenehmigte Nutzung der Bestände des Griechischen Ahorns führt in der Region zu Totalausfällen der Art. Durch Übernutzung der Bestände nahm in den vergangenen Jahren (Stand August 2014) jedoch auch die Nachfrage Kolašiner Holzverarbeitungsbetriebe nach Riegelahorn-Holz merklich ab. Der im organisierten kriminellen Milieu betriebene Handel von Riegelahorn aus Wäldern des oberen Lims und der oberen Tara wurde für Abnehmer in Tonholz-Unternehmen der EU, Nordamerikas und Japans betrieben, wie das montenegrinische Wochenmagazin Monitor in seiner Ausgabe vom 15. August 2014 berichtete. So hatten sich organisierten Gruppen auf den Handel von Riegelahorn spezialisiert. Stärkere Kontrollen und die schwieriger gewordene Auffindung nach geeigneten Bäumen dieses lukrativen Holzhandels haben diesen aber letztlich weitgehend ausgetrocknet. Mit der Fällung auch nicht mit dieser speziellen Riegelung ausgestatteter Ahorne wurden die Bestände jedoch in dem betroffenen Gebiet großflächig dezimiert. Da bei der Suche nach Riegelahorn alle Ahorne als potentiell geriegelt gefällt wurden, da erst an gefällten Stämmen die potentielle Riegelung ersichtlich wird, wurden viele gefällte Ahorne ohne Riegelung erst gar nicht geborgen, waren aber so aus dem Fond des Bergwaldes entfernt worden.

## Kultisches Brauchtum und Epische Überlieferung
Dem Ahorn kommt in der Volkskultur der Südslawen allgemein eine höhere kultische Bedeutung, sowie sakrale Verehrung zu, als dies in Mitteleuropa der Fall ist. Ahornbäume sind bei den Südslawen Träger heidnisch-animistischer Vorstellungen des Baumkultes, die so auffällig in der Volkskultur der Südslawen hervorstechen. So symbolisieren die aus Ahornholz gefertigte Guslen eine Vermittlung mit dem Ahnenkult. Auch taucht in den epischen Guslen-Liedern in den Anfangszeilen oft ein Mantra – "Gusle die aus Ahornholz gefertigt" – (gusle moje, drvo javorovo) auf. In Bestattungsriten wird er so auch als Sargmaterial genutzt.
Der sakrale Charakter findet sich häufig auch in Liedern der zehnsilbigen serbo-kroatischen Volksepik, wie im Gesang Ženidba voivoda Pavla. Hier wird durch Bilder von symbolischen Handlungen und Plätzen die Geschichte einer tragischen Hochzeitsreise erzählt, in der sechs Wälder zu durchqueren sind: "drei Tannen-Wälder und drei Ahorn-Wälder". In der patriarchalischen zehnsilbigen serbo-kroatischen Volksepik tragen die immergrünen Tannen einen sakralen Charakter als Bäume des Lebens und manchmal als tragische Verbindungen zur Jugend und insbesondere als Sinnbild einer jungen schönen Frau; dagegen suggerieren der Ahorn in seiner Nutzung als Sarg und als Gusle auch eine doppeldeutige Andeutung als Emblem des Todes. Diese Doppeldeutigkeit erfüllt sich in der Geschichte in der Reise unter den Bäumen des Lebens und des Todes, als die Braut auf der Fahrt zu ihrem Bräutigam in einem der Ahornwälder stirbt und dabei im Tode ausruft, das der Bräutigam ihr nicht vom Schicksal vorgesehen wurde.
Die Signifikanz animistischer Bilder von Ahornbäumen in der Wiederherstellung einer patriarchalischen Ordnung taucht beispielhaft in der im 18. Jahrhundert in der Bucht von Kotor niedergeschriebenen feudalen langzeiligen Bugarštica Sultana Grozdana i Vlašić Mlađenj auf. Hier wird die unrealistische Liebesaffäre eines christlichen Ritters und einer türkischen Sultanin in einem Rosengarten Konstantinopels erzählt, in der die Janitscharen nach Aufdeckung der Affäre diesen an einen Ahornbaum erhängen. Die Geschichte kulminiert in den letzten wenigen Zeilen, als des Sultans Tochter ihre Haare in Trauer abschneidet und um ihn vor der Sonne zu schützen sein Gesicht damit bedeckt, bevor sie sich am selben Ahornbaum aufhängt:
Sultana Prezdana i Vlašić Mlađenj

Brzo meni ufatite Mlađenja, mlada Vlašića,

I njega mi objesite o javoru zelenomu,

                                              Mladoga Mlađenja!

Brže sluge ošetaše po bijelu Carigradu,

I oni mu ufitiše Mlađenja, mlada Vlašića,

                                              Te Careve sluge,

I njega mi objesiše o javoru zelenomu,

A to ti mi začula Prezdana, lijepa sultana,

                                              Lepa gospoda,

U ruke mi dofatila svilena lijepa pasa,

Ter mi brže ošetala put javora zelenoga,

                                              Prezdana gospođa.

Tu mi bješe ugledala Mlađenja, mlada Vlašića,

A đe mi on visi o javoru zelenomu,

                                              Vlašiću junaku,

Ona bješe obrrezala sve svoje lijepe us kose,

Ter h bješe stavila Mlađenju na bijelo lice,

                                              Vlašiću junaku,

Da mu ne bi žarko sunce bijelo lice pogdilo.

Pak se bješe uspela na javoru zelenomu,

                                              Prezadana gospođa,

Tu se bješe zamaknula zu Mlađenja, mlada Vlašića,

                                              Prezadana gospođa.

Tuj mlađahni visahu o javoru zelenomu.
Prezdan the Sultan's Daughter and Vlašić Mlađenj

Young Vlašić Mlađenj swiftly seize,

And hang him from the maple green

                                              Young Mlađenj!

So swift they walked through the Imperial City,

Young Mlađenj Vlašić they did seize,

                                              Those Sultan's vassals,

And from the maple green they hanged him,

When Prezdana fair had heard of this,

                                              Fair Lady,

She took a lovely, silken sash,

And walked so swift toward the maple green,

                                              The Lady Prezdana.

And Vlašić Mlađenj saw she there,

As from the maple green he hung,

                                              Vlašić, the fine hero.

And off she cut her fine, fair hair,

And placed it over Mlađenj's face,

                                              Heroic Vlašić's

Lest burning sun disfigure it.

And she climbed up the maple green,

                                              The Lady Prezdana,

And there fell limp beside Young Mlađenj,

                                              The Lady Prezdana.

So Young from maple green they hung.
Ein weiteres Element der epischen Verwendung dieses Emblems des Ahorns findet sich als häufiges formelhaftes Element eines vertrockneten Ahornbaumes (javor suhi), der gelbe Blüten trägt. Im Motiv des Wunderzeichens eines blühenden vertrockneten Ahorns werden in der epischen Tradition Anklagen zum Tod durch ein Wunder abgewehrt. Durch die Verkörperung des Ahorns im Ahnenkult und der Verwendung als Guslenmaterial hat dieser epische Kontext des wundersamen Erblühens die Macht Menschenleben in Extremsituation zu retten.

## Trivialnamen
Im serbischen wird der Griechische Ahorn zumeist Planinski javor (Versuch einer Übersetzung ins Deutsche könnte sein Hochgebirgs-Ahorn) oder Mlječac genannt.

## Hortikultur
Griechischer Ahorn findet sich zumeist nur in größeren botanischen Sammlungen. Wegen ihrer auffallenden, im Austrieb hochroten Knospenhüllen, sowie dem interessanten tief eingeschnittenen und schönem Laub ist er gärtnerisch wertvoll, wird jedoch kaum verwendet.